# Charles Darwin

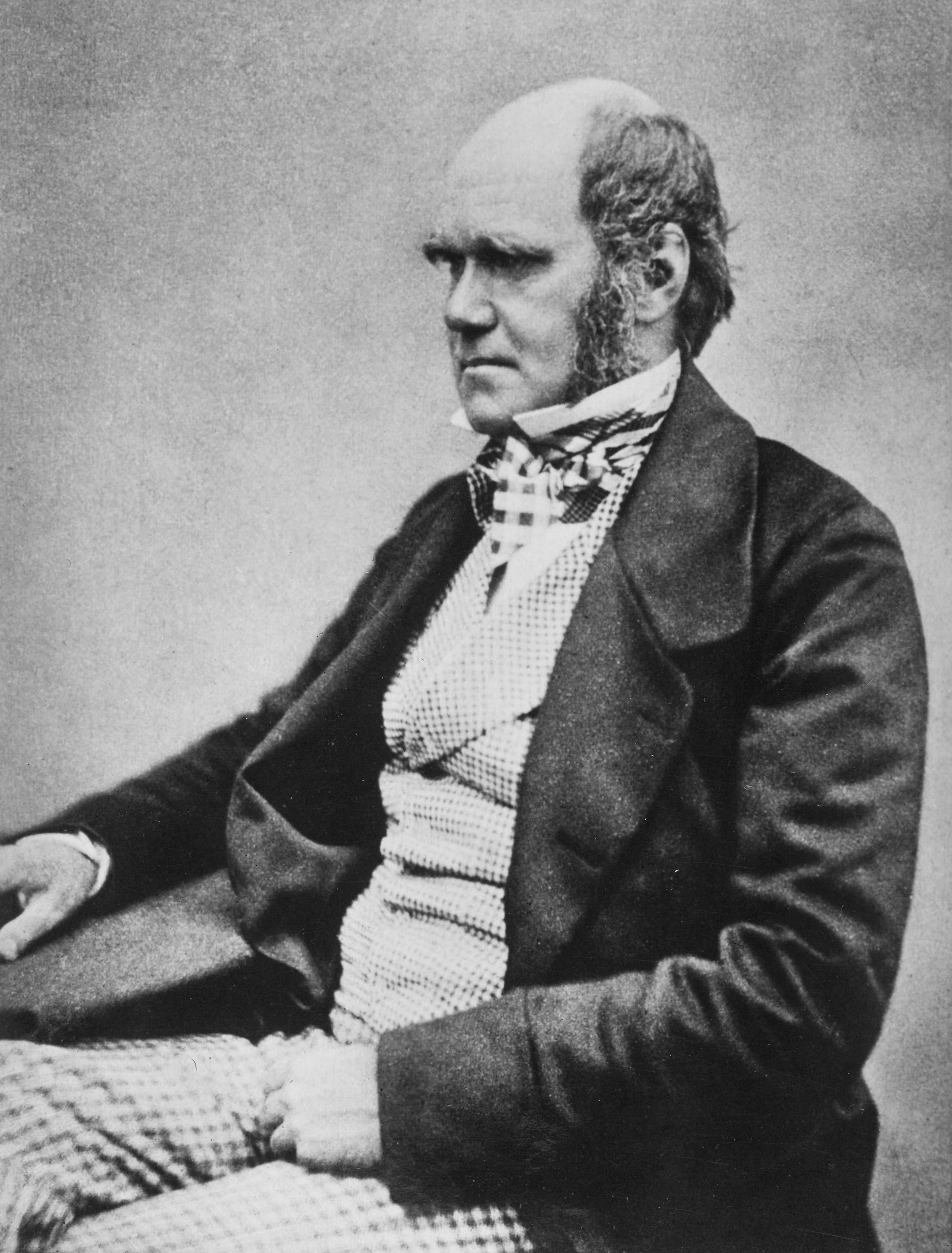
Charles Darwin auf einer etwa 1857 entstandenen Fotografie

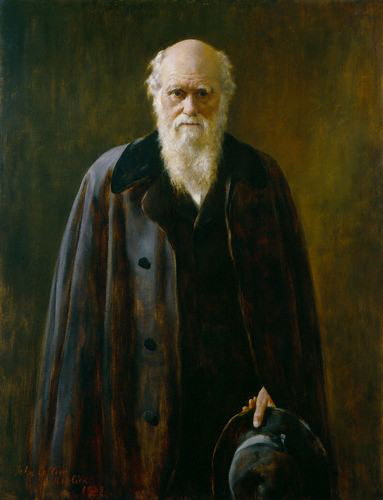
Darwin kurz vor seinem Tod. Gemälde von John Collier (1883)

Charles Robert Darwin [tʃɑrlz 'dɑː.wɪn] (* 12. Februar 1809 in Shrewsbury; † 19. April 1882 in Down House/Grafschaft Kent) war ein britischer Naturforscher. Er gilt wegen seiner Beiträge zur Evolutionstheorie als einer der bedeutendsten Naturwissenschaftler.
Die Ende 1831 begonnene und fast fünf Jahre andauernde zweite Reise mit der Beagle, die den jungen Darwin einmal um die Welt führte, war zugleich Schlüsselerlebnis und Grundlage für sein späteres Werk. Der breiten Öffentlichkeit wurde Darwin erstmals durch seinen 1839 herausgegebenen Reisebericht bekannt. Mit seiner Theorie über die Entstehung der Korallenriffe und weiteren geologischen Schriften erlangte er in wissenschaftlichen Kreisen die Anerkennung als Geologe. Seine Untersuchungen an den Rankenfußkrebsen (Cirripedia) verschafften ihm Mitte der 1850er Jahre zusätzlich einen Ruf als angesehener Zoologe und Taxonom.
Bereits 1838 entwarf Darwin seine Theorie der Anpassung an den Lebensraum durch Variation und natürliche Selektion und erklärte so die phylogenetische Entwicklung aller Organismen und ihre Aufspaltung in verschiedene Arten. Über 20 Jahre lang trug er Belege für diese Theorie zusammen. 1842 und 1844 verfasste Darwin kurze Abrisse seiner Theorie, die er jedoch nicht veröffentlichte. Ab 1856 arbeitete er an einem umfangreichen Manuskript mit dem Titel Natural Selection. Durch einen Brief von Alfred Russel Wallace, der dessen Ternate-Manuskript mit ähnlichen Gedanken zur Evolution enthielt, kam es im Sommer 1858 schließlich zu einer Veröffentlichung der Theorien über die Evolution durch beide. Ein Jahr später folgte Darwins Hauptwerk On the Origin of Species (Über die Entstehung der Arten), das als streng naturwissenschaftliche Erklärung für die Diversität des Lebens die Grundlage der modernen Evolutionsbiologie bildet und einen Wendepunkt in der Geschichte der modernen Biologie darstellt.
1871 diskutierte Darwin in The Descent of Man, and Selection in Relation to Sex (Die Abstammung des Menschen und die geschlechtliche Zuchtwahl) mit der sexuellen Selektion einen zweiten Selektionsmechanismus und nutzte seine Theorie, um die Abstammung des Menschen zu erklären. In seinem letzten Lebensjahrzehnt untersuchte Darwin Kletterpflanzen, Orchideen und fleischfressende Pflanzen und leistete wichtige Beiträge zur Botanik. Sein offizielles botanisches Autorenkürzel lautet „Darwin“.

## Leben und Werk

### Kindheit und Studium

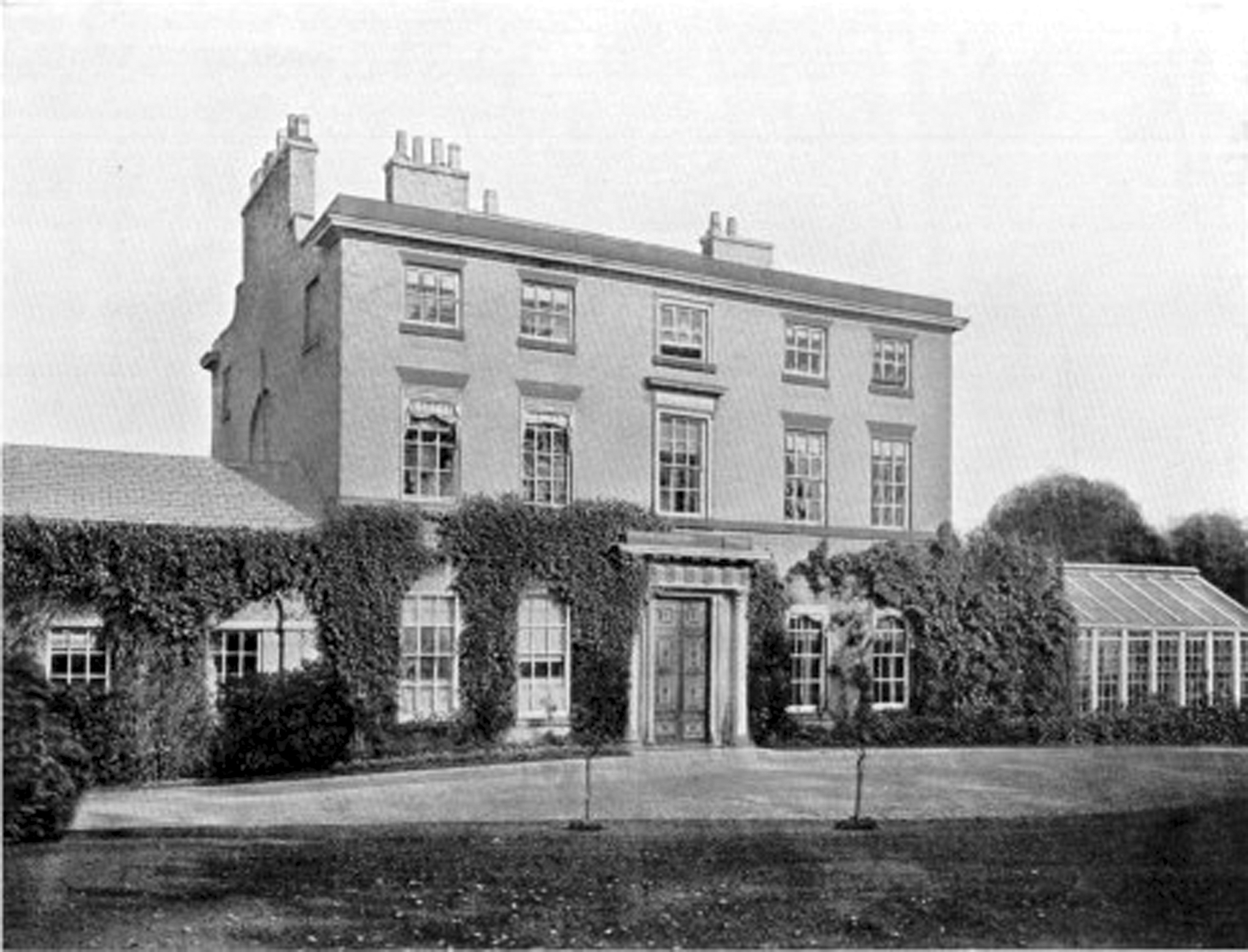
Das Anwesen Mount House, auf dem Charles Darwin geboren wurde, auf einer um 1860 entstandenen Fotografie

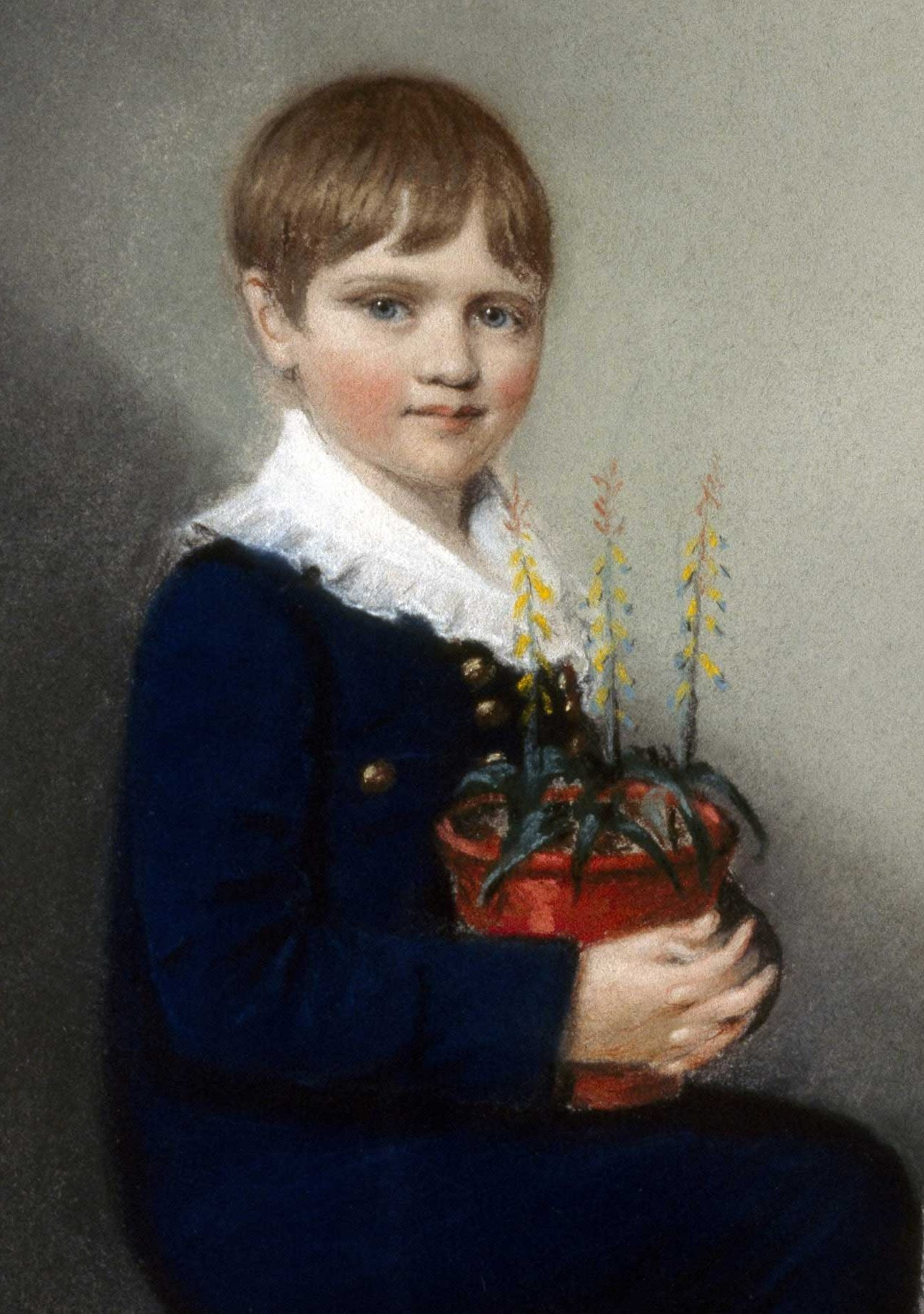
Charles Darwin im Alter von sieben Jahren. Ausschnitt aus einem Pastell von Rolinda Sharples von 1816.

Darwin wurde am 12. Februar 1809 auf dem in Shrewsbury gelegenen Anwesen Mount House geboren. Er war das fünfte von sechs Kindern des Arztes Robert Darwin und dessen Ehefrau Susannah, geborene Wedgwood (1765–1817). Seine Großväter waren der Naturforscher und Dichter Erasmus Darwin und der Keramikfabrikant Josiah Wedgwood.
Am 15. Juli 1817, als Darwin acht Jahre alt war, starb seine Mutter. Seine drei älteren Schwestern Marianne (1798–1858), Caroline (1800–1888) und Susan (1803–1866) übernahmen seine Betreuung. Seit dem Frühjahr 1817 besuchte er die Tagesschule der Unitarier-Gemeinde. Seine Mutter war gläubige Unitarierin, sein Vater galt als ungläubig, Charles war hingegen in der anglikanischen Kirche getauft. Im Juni 1818 wechselte er an die von Samuel Butler geleitete private Internatsschule von Shrewsbury, auf der er sieben Jahre blieb. Dem konventionellen, auf alte Sprachen und Literatur ausgerichteten Unterricht konnte Darwin jedoch nicht viel abgewinnen. Das Durchdringen komplexer Sachverhalte wie Euklids Geometrie, in der ihn ein Privatlehrer unterrichtete, oder die Feineinstellung eines Barometers, die ihm sein Onkel Samuel Tertius Galton (1783–1844) erläuterte, bereiteten ihm hingegen Freude. Schon zu dieser Zeit sammelte Darwin Muscheln, Siegel, Münzen und Mineralien, und seine unablässigen Streifzüge durch die Natur, bei denen er die Verhaltensweisen von Vögeln untersuchte, schärften seine Beobachtungsgabe. Angeregt durch Experimente seines älteren Bruders Erasmus (1804–1881), die dieser in einem selbstgebauten Labor im elterlichen Geräteschuppen durchführte und bei denen Darwin mithelfen durfte, beschäftigte er sich intensiv mit Chemie. Charles sollte wie sein Vater Arzt werden und hatte bereits in dessen Praxis hospitiert.
Im Oktober 1825 begann Darwin wie zuvor sein Bruder Erasmus an der Universität Edinburgh mit dem Medizinstudium. Die Vorlesungen, mit Ausnahme der Chemievorlesungen von Thomas Charles Hope, langweilten ihn. Er beschäftigte sich vornehmlich mit naturwissenschaftlichen Themen. Einflussreichster Lehrer in seiner Edinburgher Zeit war Robert Edmond Grant, ein Freidenker und Anhänger der Lamarckschen Evolutionslehre. Bei ihm lernte er Meereszoologie, wissenschaftliches Beobachten und die Bedeutung von genauen Aufzeichnungen. Er beschäftigte sich ebenfalls mit dem Präparieren von Vögeln, das er von John Edmonstone, einem ehemaligen schwarzen Sklaven, erlernte. Darwin war Mitglied der Royal Medical Society und der Studenten-Gesellschaft Plinian Society, in der er seinen ersten wissenschaftlichen Vortrag über die Selbstbeweglichkeit der Eier von Flustra (ein Moostierchen) hielt.
Als Darwins Vater bemerkte, dass sich sein Sohn mit dem Studium der Medizin schwertat, schlug er ihm vor, Geistlicher der Kirche von England zu werden und ein Studium der Theologie zu beginnen. Nach kurzer Bedenkzeit willigte Darwin ein und begann im Januar 1828 mit dem Studium in Cambridge, nachdem er im Privatunterricht sein Griechisch aufgefrischt hatte. Zwar absolvierte Darwin seine theologischen Studien ohne Begeisterung und schätzte sie als Zeitverschwendung ein, jedoch bezeichnete er später seine Zeit in Cambridge als die glücklichste in seinem Leben.
Er verschob auf Anraten seines Tutors John Graham (1794–1865), des späteren Bischofs von Chester, seine erste Vorprüfung, das sogenannte „Little Go“. Nach zweimonatiger Vorbereitungszeit bestand er im März 1830 das Little Go schließlich mit Leichtigkeit. Zur Vorbereitung für die Abschlussprüfung gehörten auch Werke von William Paley, einem Hauptvertreter der damals in England vorherrschenden Naturtheologie. Besonders Paleys Werk Natural Theology beeindruckte Darwin; Paleys Logik, Art der Beweisführung und Sprache sollten ihn auch später noch prägen. Am 22. Januar 1831 bestand er als zehntbester von 178 Studenten seine Abschlussprüfung, die Fragen zu Paley, Euklid sowie den griechischen und lateinischen Klassikern umfasste. Die Urkunde für den ersten akademischen Grad Baccalaureus Artium konnte er erst am 26. April 1831 entgegennehmen, da er aufgrund der am Anfang des Studiums versäumten Zeit noch zwei Semester in Cambridge bleiben musste.

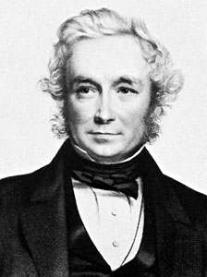
Mit seinem Botanikprofessor John Stevens Henslow blieb Darwin zeitlebens freundschaftlich verbunden.

Zu Beginn seines Studiums am Christ’s College in Cambridge traf Darwin seinen Großcousin William Darwin Fox, der ihn in die Insektenkunde einführte und durch den er zu einem leidenschaftlichen Sammler von Käfern wurde. In den Sommermonaten unternahm er zahlreiche entomologische Exkursionen, die ihn meist nach Nord-Wales führten, und begleitete dabei unter anderen Frederick William Hope (1797–1862), George Leonard Jenyns (1763–1848) sowie Thomas Campbell Eyton und dessen Vater Thomas Eyton. Eine weitere kleine wissenschaftliche Anerkennung wurde ihm zuteil, als sein Name in dem im Juli 1829 erschienenen Werk Illustrations of British Entomology von James Francis Stephens genannt wurde.
Hohe Wertschätzung brachte Darwin den Botanikvorlesungen von John Stevens Henslow entgegen. Durch seinen Großcousin Fox erhielt er Einladungen zu den regelmäßig in Henslows Haus stattfindenden Abenden, die dieser für Studenten durchführte, die noch keinen Abschluss hatten. Zwischen beiden entwickelte sich eine Freundschaft, die lebenslang anhielt und die Darwin als einflussreichste seines gesamten Werdeganges charakterisierte.
Während seines letzten Jahres in Cambridge las er John Herschels Einführung in das Studium der Naturphilosophie und Alexander von Humboldts Reise in die Aequinoctial-Gegenden des neuen Continents. Aus Humboldts Werk machte er sich zahlreiche Notizen zur Kanarischen Insel Teneriffa und begann im April 1831, eine Reise dorthin zu planen. Er fing an, Spanisch zu lernen, was ihm Mühe bereitete. Er holte Informationen über Kosten und Termine von Passagen nach Teneriffa ein und musste enttäuscht feststellen, dass er die Reise nicht vor Juni 1832 antreten könnte.
Bereits im Frühjahr 1831 hatte Henslow ihn überzeugt, sich mit Geologie zu beschäftigen, und ihn mit Adam Sedgwick, Professor für Geologie in Cambridge, bekannt gemacht. Im August 1831 unternahmen Darwin und Sedgwick eine geologische Exkursion nach Nord-Wales, auf der sie etwa eine Woche gemeinsam verbrachten. Nach seiner Rückkehr nach Shrewsbury am 29. August 1831 fand Darwin einen Brief Henslows vor. Dieser teilte Darwin darin mit, dass Kapitän Robert FitzRoy für seine nächste Fahrt mit der Beagle einen standesgemäßen und naturwissenschaftlich gebildeten Begleiter suche und er ihn für diese Position empfohlen habe. FitzRoy befürchtete, ohne einen solchen Begleiter das Schicksal des ersten Kapitäns der Beagle Pringle Stokes zu erleiden, der 1828 Suizid verübt hatte. Das Ziel der von FitzRoy geleiteten Expedition waren Patagonien und Feuerland an der Südspitze Südamerikas, um dort kartographische Messungen durchzuführen. Ebenso sollten die Küsten Chiles, Perus und einiger Südseeinseln vermessen werden. Nachdem sich Darwin und FitzRoy zur gegenseitigen Zufriedenheit kennengelernt hatten und er die Zustimmung seines Vaters zum geplanten Unternehmen erhalten hatte, reiste Darwin nach London.

### Die Reise mit der HMSBeagle

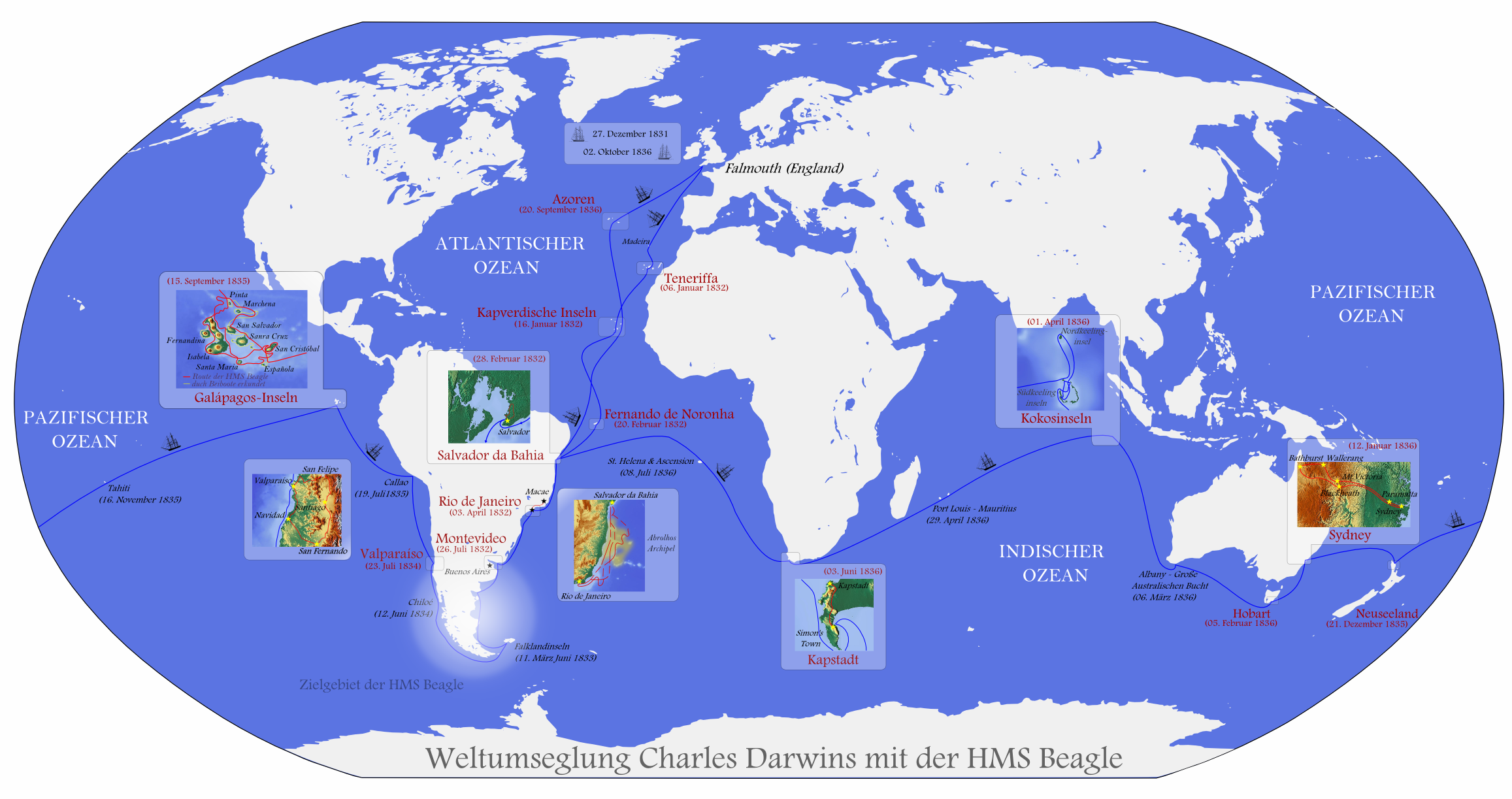
Die Stationen von Charles Darwins Weltumsegelung an Bord der HMS Beagle von 1831 bis 1836

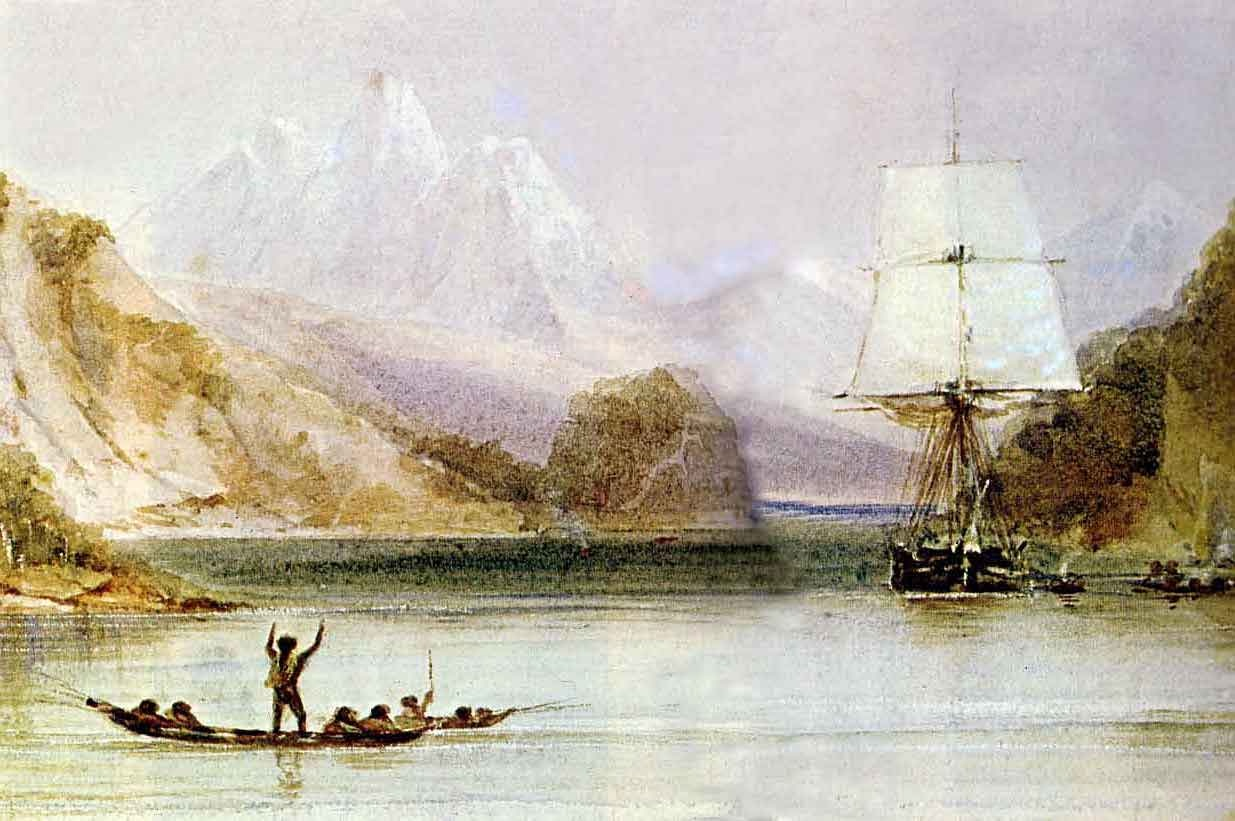
Die Beagle an der Einfahrt zum Beagle-Kanal (Murray Narrows) in Feuerland. Darstellung von Conrad Martens, von 1833 bis 1834 offizieller Schiffsmaler der Beagle

Stürme verzögerten den Beginn der Vermessungsfahrt der HMS Beagle immer wieder. Erst am 27. Dezember 1831 stach die HMS Beagle von Devonport aus in See. Die Fahrt begann für Darwin unerfreulich. Er wurde sofort seekrank und sein Traum, die von Humboldt geschilderte artenreiche subtropische Vegetation auf der kanarischen Insel Teneriffa zu erkunden, scheiterte an einer Quarantäne, die aufgrund eines Choleraausbruchs in England über die Besatzung verhängt wurde. Die erste Zeit auf dem Schiff verbrachte Darwin damit, die in einem selbstkonstruierten, engmaschigen Schleppnetz gefangenen Organismen (die später als Plankton bezeichnet wurden) mikroskopisch zu untersuchen. Er begann sein erstes Notizbuch, dem zahlreiche weitere folgten, die er während der Reise zu unterschiedlichen Zwecken anlegte. Es gab Notizbücher, die er ausschließlich während der Exkursionen an Land benutzte. In seinen geologischen und zoologischen Notizbüchern ordnete er die an Land gewonnenen Eindrücke. In weitere Notizbücher trug er seine gesammelten Proben sorgsam nummeriert ein.
Am 16. Januar 1832 konnte er bei Praia auf der kapverdischen Insel Santiago zum ersten Mal an Land gehen. Henslow hatte Darwin geraten, sich mit dem ersten Band von Charles Lyells Principles of Geology zu beschäftigen, und FitzRoy hatte ihm diesen vor der Abfahrt geschenkt. Während des gut dreiwöchigen Aufenthalts entdeckte er in den Klippen der Küste ein in 15 Meter Höhe verlaufendes waagerechtes Muschelschalenband und fand zum ersten Mal eine Bestätigung für Lyells Theorie der langsamen, graduellen, geologischen Formung der Erde.
Fast genau zwei Monate nach der Abreise erreichte die HMS Beagle am 28. Februar 1832 die südamerikanische Ostküste und ankerte vor Salvador da Bahia in der Allerheiligenbucht. Darwin genoss den Tropischen Regenwald, beobachtete aber auch die Auswirkungen der Sklaverei, die er aufgrund seiner Erziehung ablehnte und über die er mit FitzRoy in Streit geriet. Zwei Monate später erhielt er in Rio de Janeiro die erste Post von zu Hause. Während die HMS Beagle die Vermessung der Küste fortsetzte, blieb Darwin mit einigen Besatzungsmitgliedern in Rio und unternahm geologische Untersuchungen entlang der Küste. In der zweiten Augusthälfte schickte er von Montevideo aus die ersten Proben, hauptsächlich geologische, an Henslow in Cambridge. Bis Ende Juni 1835 folgten sieben weitere Sendungen mit pflanzlichen, tierischen, fossilen und geologischen Fund- und Sammelstücken.
Am 22. September 1832 entdeckte Darwin in der Nähe von Bahía Blanca in Punta Alta seine ersten Fossilien. Besser ausgerüstet konnte er am nächsten Tag den Schädel eines Megatheriums und ein gut erhaltenes Skelett eines Scelidotheriums, beides Riesenfaultiere, freilegen. Aus dem Fundort, einer Muschelschicht, schloss er, dass sich die beiden ausgestorbenen Tiere zeitgleich mit den sie umgebenden Muscheln entwickelt haben müssten.
Über den Jahreswechsel hielt sich die HMS Beagle im Gebiet von Feuerland auf, wo für Reverend Richard Matthews und die drei in England erzogenen Feuerländer, die FitzRoy bei seiner ersten Fahrt nach England gebracht hatte, eine Missionsstation errichtet wurde. Als die HMS Beagle ein gutes Jahr später die Missionsstation erneut aufsuchte, war diese verlassen. Nach einem einmonatigen Aufenthalt auf den Falklandinseln setzte die HMS Beagle ihre Vermessungsarbeiten vor der südamerikanischen Ostküste fort. Darwin unternahm währenddessen von April bis November 1833 Exkursionen in das Landesinnere von Uruguay und Argentinien. Anfang Dezember verließ die HMS Beagle Montevideo, vermaß unter anderem Teile der Magellanstraße und erreichte am 11. Juni 1834 den Pazifischen Ozean.

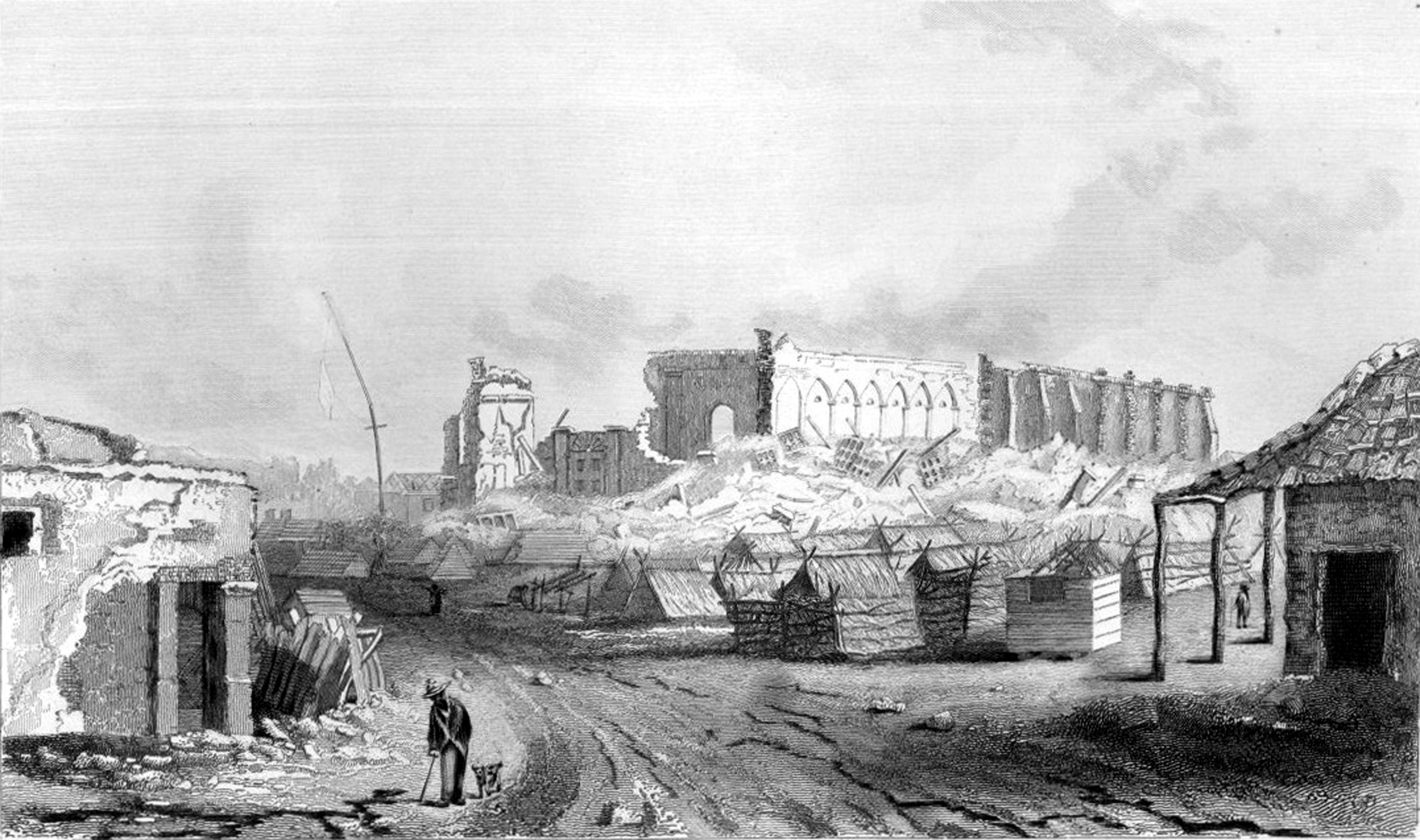
Überreste der Kathedrale von Concepción nach dem schweren Erdbeben vom 20. Februar 1835

Über Chiloé, Valdivia und Concepción segelte die HMS Beagle nach Valparaíso, wo sie am 23. Juli 1834 eintraf und mehrere Wochen blieb. Darwin unternahm vom 14. August bis 27. September 1834 seine erste Expedition durch die Anden, die ihn ein erstes Mal bis nach Santiago führte. Während die HMS Beagle den Chonos-Archipel kartographierte, erkundete Darwin die geologische Beschaffenheit der Insel Chiloé. Am 20. Februar 1835 wurde er Zeuge des schweren, dreiminütigen Erdbebens bei Valdivia. Sechs Wochen später sahen er und FitzRoy bei einem Ritt zur schwer zerstörten Stadt Concepción die Auswirkungen dieses Bebens. Als Darwin Anfang März 1835 die Insel Quiriquina bei Talcahuano untersuchte, fand er marine Ablagerungen, die infolge des Erdbebens um einige Fuß gehoben worden waren, worin er eine weitere Bestätigung für Lyells Theorie und das Alter der Erde sah. Bei einer zweiten Anden-Expedition im März und April entdeckte er, dass das weit von der Küste entfernte Gebirge hauptsächlich aus submariner Lava bestand. Er fand fossile und versteinerte Bäume und begann, erste eigene geologische Theorien zu entwickeln. Bis zum Sommer unternahm er zwei weitere Expeditionen, bei denen er Untersuchungen in den Anden durchführte.

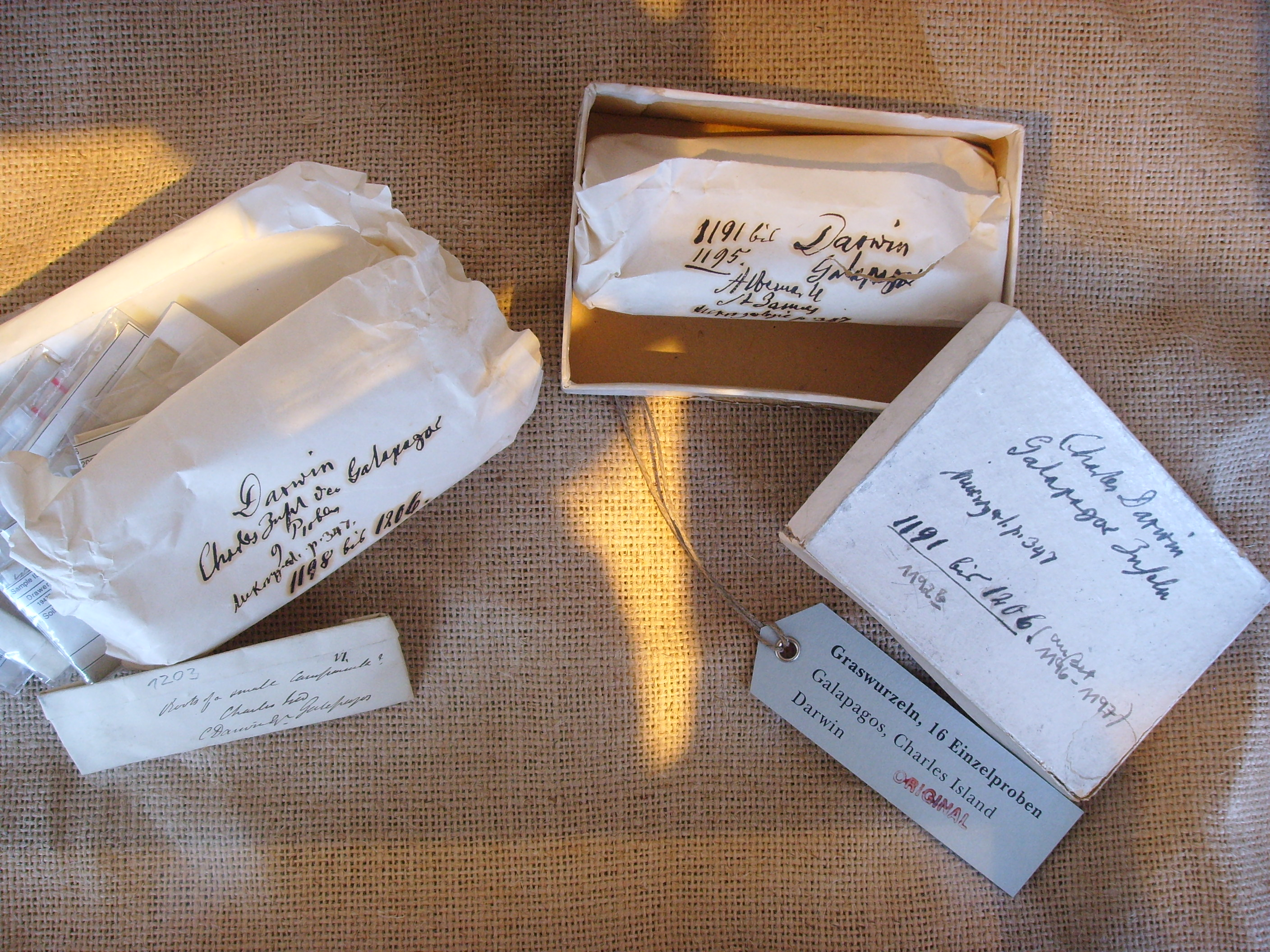
Aus Darwins Sammlung: Graswurzeln von Galápagos

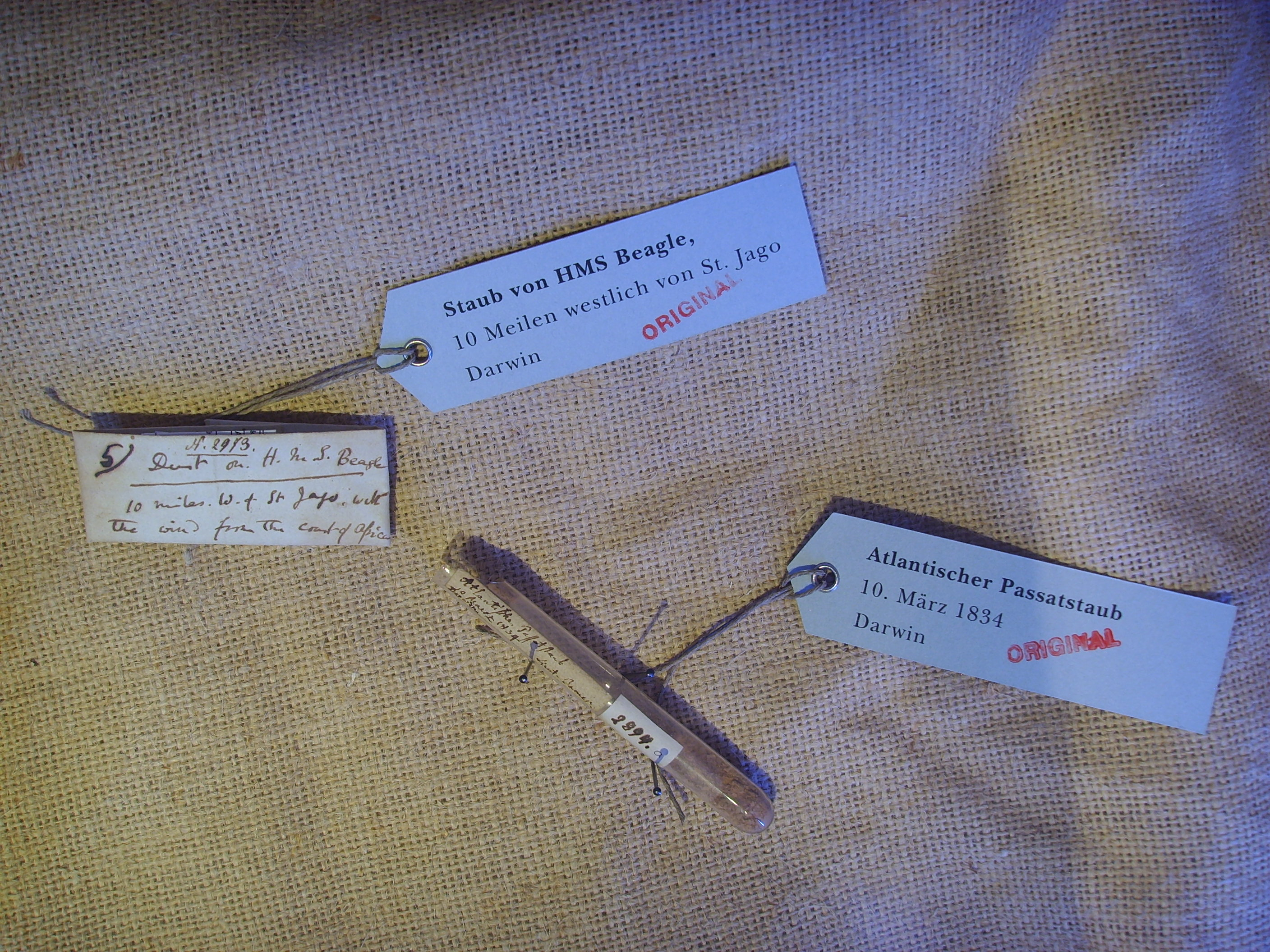
Aus Darwins Sammlung:
Staub von der HMS Beagle

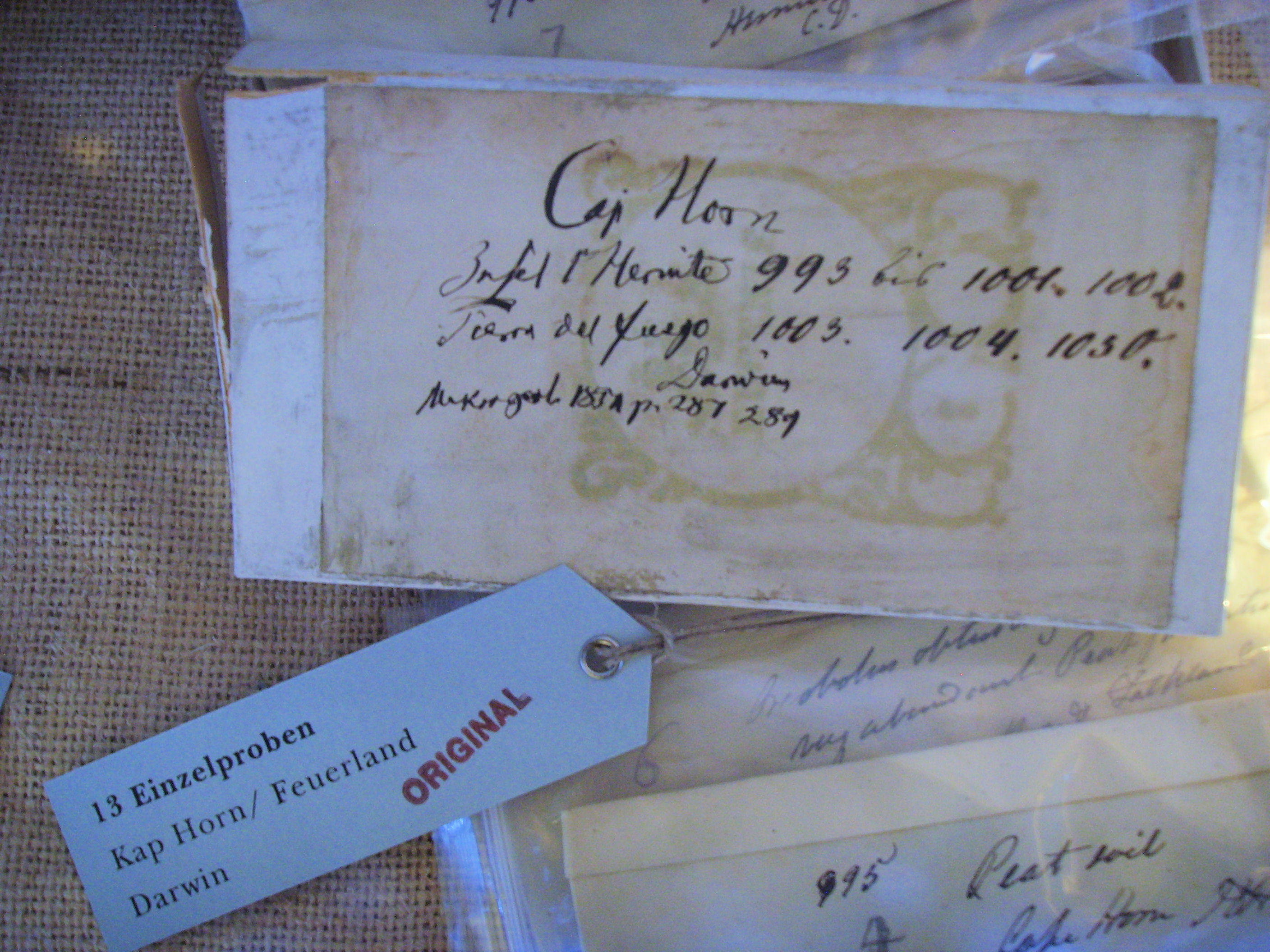
Aus Darwins Sammlung:
Proben von Kap Hoorn

Nach den bis zum 7. September 1835 andauernden Vermessungsarbeiten vor Chile und Peru verließ die HMS Beagle die südamerikanische Westküste endgültig und brach in Richtung Galapagosinseln auf. Am 18. September betrat Darwin auf San Cristóbal zum ersten Mal eine der zahlreichen Inseln. Die Vermessungsarbeiten dauerten gut einen Monat. Darwin konnte auf den Inseln Floreana, San Salvador sowie Isabela Untersuchungen vornehmen und Tier- und Pflanzenproben sammeln. Nicholas Lawson, der Direktor des Strafgefangenenlagers auf der Insel Floreana, machte ihn darauf aufmerksam, dass sich die auf den Galápagos-Inseln lebenden Schildkröten anhand ihrer Panzer bestimmten Inseln zuordnen ließen. Darwin schenkte zu diesem Zeitpunkt weder dieser Bemerkung noch den Galapagosfinken besonders viel Aufmerksamkeit.
Am 20. Oktober 1835 brach die HMS Beagle zur Durchquerung des Pazifischen Ozeans auf. Gut drei Wochen später wurde das Atoll Puka-Puka im Tuamotu-Archipel gesichtet und am Abend des 15. November Tahiti erreicht, wo das Schiff zehn Tage ankerte. In Papeete trafen Darwin und FitzRoy mit der tahitianischen Königin Pomaré IV. zusammen. Während der Weiterfahrt nach Neuseeland vervollständigte Darwin seine Theorie über die Entstehung der Korallenriffe, die er bereits an der Westküste Südamerikas begonnen hatte. Den zehntägigen Aufenthalt im Norden der neuseeländischen Nordinsel nutzte Darwin erneut zu Exkursionen in das Landesinnere. Er besuchte die Missionare der Te Waimate Mission und untersuchte bei Kaikohe eigentümliche Formationen aus Kalkstein.
Als die HMS Beagle am 12. Januar 1836 die Sydney Cove im Port Jackson vor Sydney in Australien erreichte, war Darwin erleichtert, endlich wieder in einer großen, kultivierten Stadt zu sein. Auf einem seiner Ausflüge begegnete er einigen Aborigines, die ihm – für einen Shilling – ihre Fähigkeiten im Speerwurf demonstrierten. In Hobart genoss Darwin, den es immer mehr nach Hause zog, die Gastfreundschaft des Generalvermessungsinspektors George Frankland (1800–1838). Er feierte seinen 27. Geburtstag, fing Skinke und Schlangen, sammelte Plattwürmer und zahlreiche Insekten, darunter Mistkäfer, die er in Kuhfladen fand. Die letzte Station des zweimonatigen Aufenthaltes in Australien war Albany.
Die weitere Fahrt führte ihn auf die Kokosinseln sowie nach Mauritius und an der Südspitze von Madagaskar vorbei nach Südafrika. Am 31. Mai 1836 warf die HMS Beagle bei Simon’s Town in der Simons Bay die Anker. Darwin eilte auf dem Landweg nach Kapstadt, wo er sich mit John Herschel traf. Am 29. Juni querte die HMS Beagle den Südlichen Wendekreis. Auf St. Helena untersuchte er die Geologie der Insel und auf Ascension bestieg er den 859 Meter hohen Vulkan Green Mountain. Das heimatliche England rückte näher, doch am 23. Juni entschied sich Kapitän FitzRoy, noch einmal nach Salvador da Bahia an der Küste von Südamerika zurückzukehren, um fehlerhafte Messungen auszuschließen. Am 17. August 1836 ging die HMS Beagle endgültig auf Heimatkurs. Nochmals wurde Praia angesteuert und ein Zwischenstopp bei der Azoren-Insel Terceira eingelegt. Am 2. Oktober gegen 9 Uhr morgens lief das Schiff in den englischen Hafen Falmouth ein. Darwin machte sich sofort auf den Weg zu seiner Familie in Shrewsbury.
Während der Rückreise hatte Darwin seine Notizen geordnet und mit Unterstützung seines Gehilfen Syms Covington insgesamt zwölf Kataloge seiner Sammlungen erstellt. Seine zoologischen Notizen umfassten 368 Seiten, die über Geologie waren mit 1383 Seiten etwa viermal so umfangreich. Zusätzlich hatte er 770 Seiten seines Reisetagebuchs beschrieben. 1529 in Spiritus konservierte Arten sowie 3907 Häute, Felle, Knochen, Pflanzen etc. waren das Ergebnis seiner fast fünfjährigen Reise.
Rückblickend resümierte Darwin später in seiner Autobiographie: „Die Reise mit der Beagle war das bei weitem bedeutendste Ereignis in meinem Leben und hat meinen gesamten Werdegang bestimmt.“

### Zurück in England – Anfänge der Evolutionstheorie

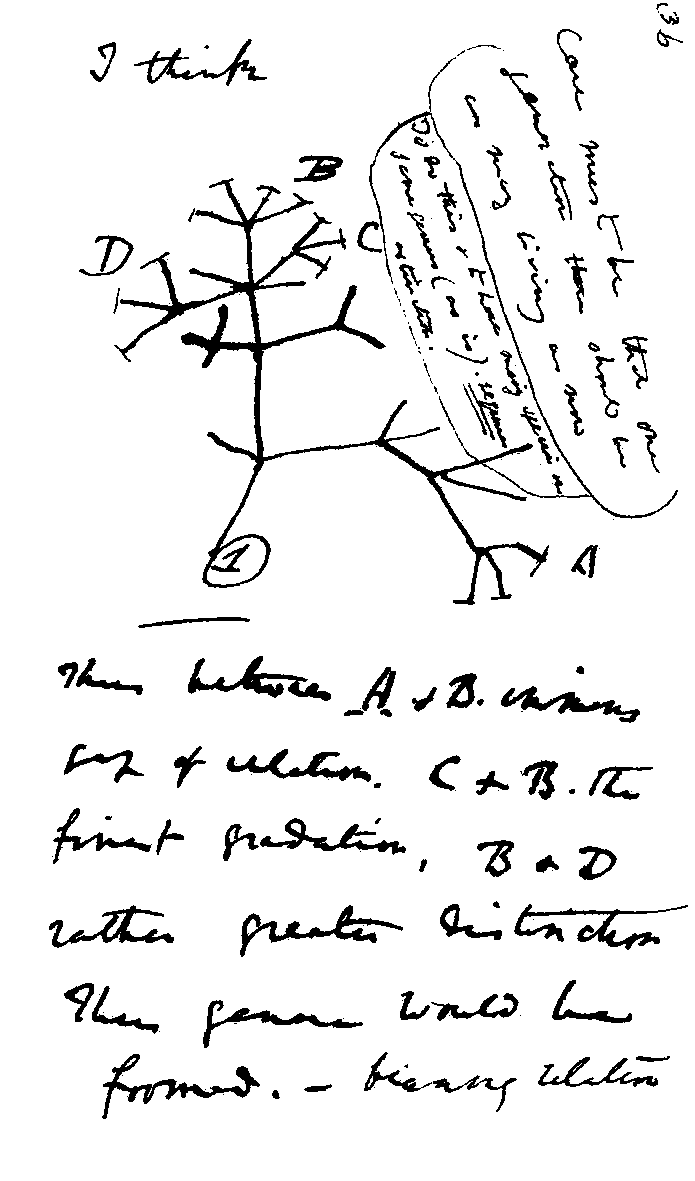
Unter der Notiz „I think“ skizzierte Darwin 1837 in seinem Notizbuch B erstmals seine Idee vom Stammbaum des Lebens.

Darwins Name war bereits vor seiner Rückkehr im Oktober 1836 in wissenschaftlichen Kreisen bekannt, da Henslow, ohne dass Darwin davon wusste, einige seiner Briefe als Letters on Geology veröffentlicht hatte. Für kurze Zeit weilte Darwin in Cambridge, wo er an seiner Sammlung und am Manuskript des Journal arbeitete. Im März 1837 ließ er sich in London nieder. Hier schloss er bald Freundschaft mit Charles Lyell und Richard Owen. Der freundschaftliche Umgang mit Owen kühlte in späteren Jahren jedoch ab.
In die Zeit nach der Rückkehr fallen Darwins erste Gedanken über den Artwandel, auch wenn Darwin selbst später diesen Zeitpunkt auf die Zeit in Südamerika vorverlegte. Sein Glaube an die Konstanz der Arten wurde vor allem durch die Arbeiten von John Gould im März 1837 über die Vögel der Galápagos-Inseln erschüttert. Darwin hatte den Vögeln auf der Reise kaum Aufmerksamkeit geschenkt, die gesammelten Exemplare auch nicht den einzelnen Inseln zugeordnet. Gould zeigte nicht nur, dass alle Arten eng verwandt (heute als Darwin-Finken zusammengefasst) sind, sondern dass bei diesen Vögeln keine klare Trennung zwischen Arten und Varietäten möglich ist, also keine klaren Artgrenzen bestehen.
Darwins Überlegungen zur Entstehung der Arten waren begleitet von einer breit gefächerten Lektüre in den Bereichen Medizin, Psychologie, Naturwissenschaften, Philosophie, Theologie und politische Ökonomie. Das Ziel Darwins war es, die Entstehung von Arten auf naturwissenschaftliche Grundlagen zu stellen. Insbesondere lehnte er inzwischen die Naturtheologie Paleys ab, in deren Tradition er in Cambridge ausgebildet worden war. Viele von Darwins späteren Experimenten und Argumenten dienten dazu, Paleys argument from design zu widerlegen und Anpassungen auf natürliche Ursachen, nicht göttliches Wirken zurückzuführen. Dabei verwendete Darwin häufig die gleichen Beispiele wie Paley und ähnliche Argumente. Philosophisch war Darwin vor allem geprägt durch den englisch-schottischen Empirismus in der Tradition David Humes, aber auch durch Adam Smith, etwa dessen Theorie der moralischen Gefühle und des rationalen Eigeninteresses sowie seine Theorie der Arbeitsteilung, die Darwin zu einer analogen Betrachtung der Ausdifferenzierung von Spezies in Nischen anregte. Von Isaac Newton und der britischen politischen Ökonomie übernahm er auch das Denken in dynamischen Modellen, wonach das harmonische Gleichgewicht und die stationären Kreisläufe des Marktes durch die individuelle Konkurrenz immer wieder „tangential“ transzendiert werden, nur um in einen neuen Gleichgewichtszustand zu gelangen – bei Darwin sind es die neuen Arten und Gattungen, an deren gravitationsähnliche Kraft die individuellen Variationen zurückgebunden wirken. Wissenschaftstheoretisch hatten John Herschel und William Whewell großen Einfluss auf ihn mit ihrer Betonung der Bedeutung von Induktion und Deduktion für die Naturwissenschaften.

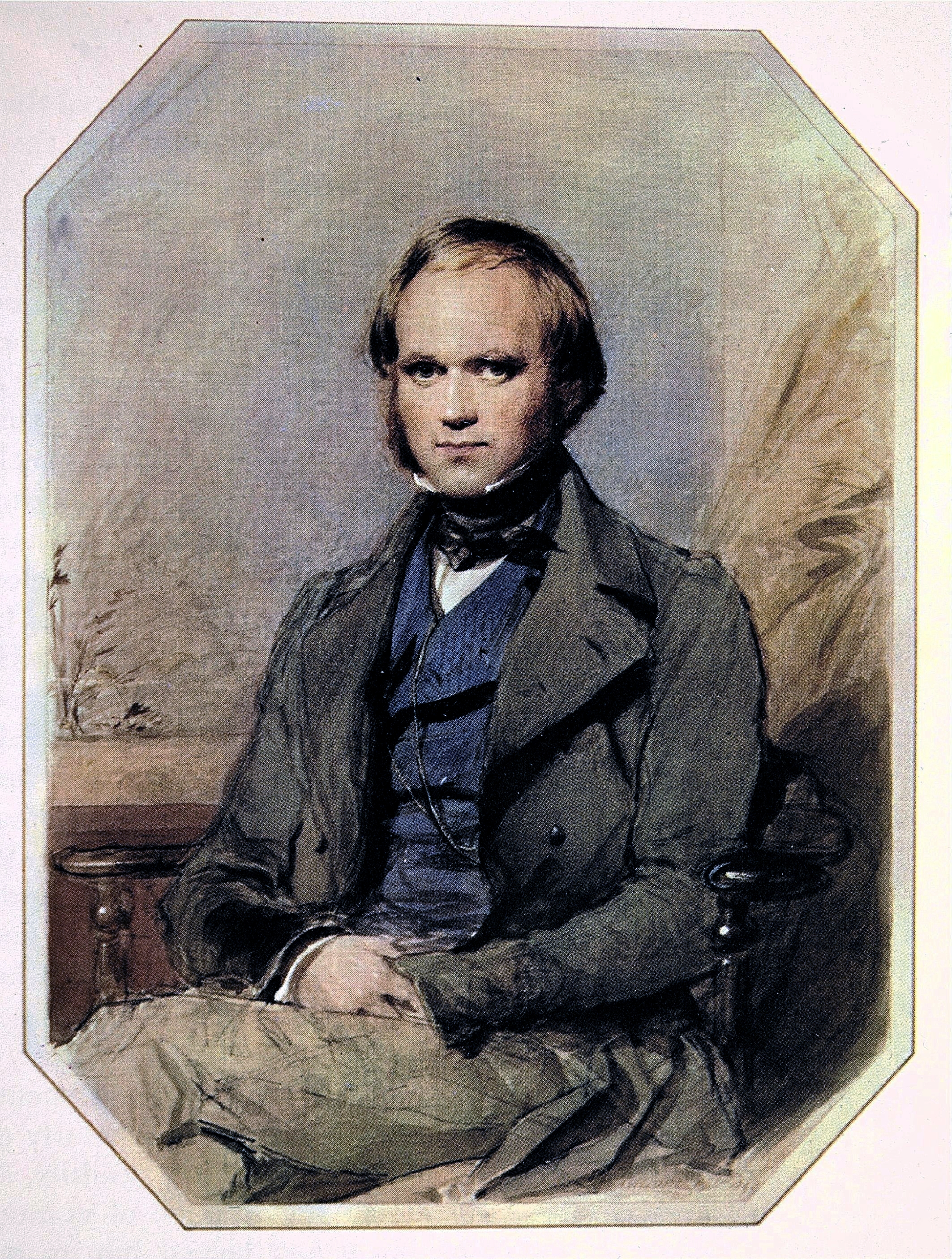
Charles Darwin auf einem Aquarell von George Richmond (1809–1896) aus dem Jahr 1840

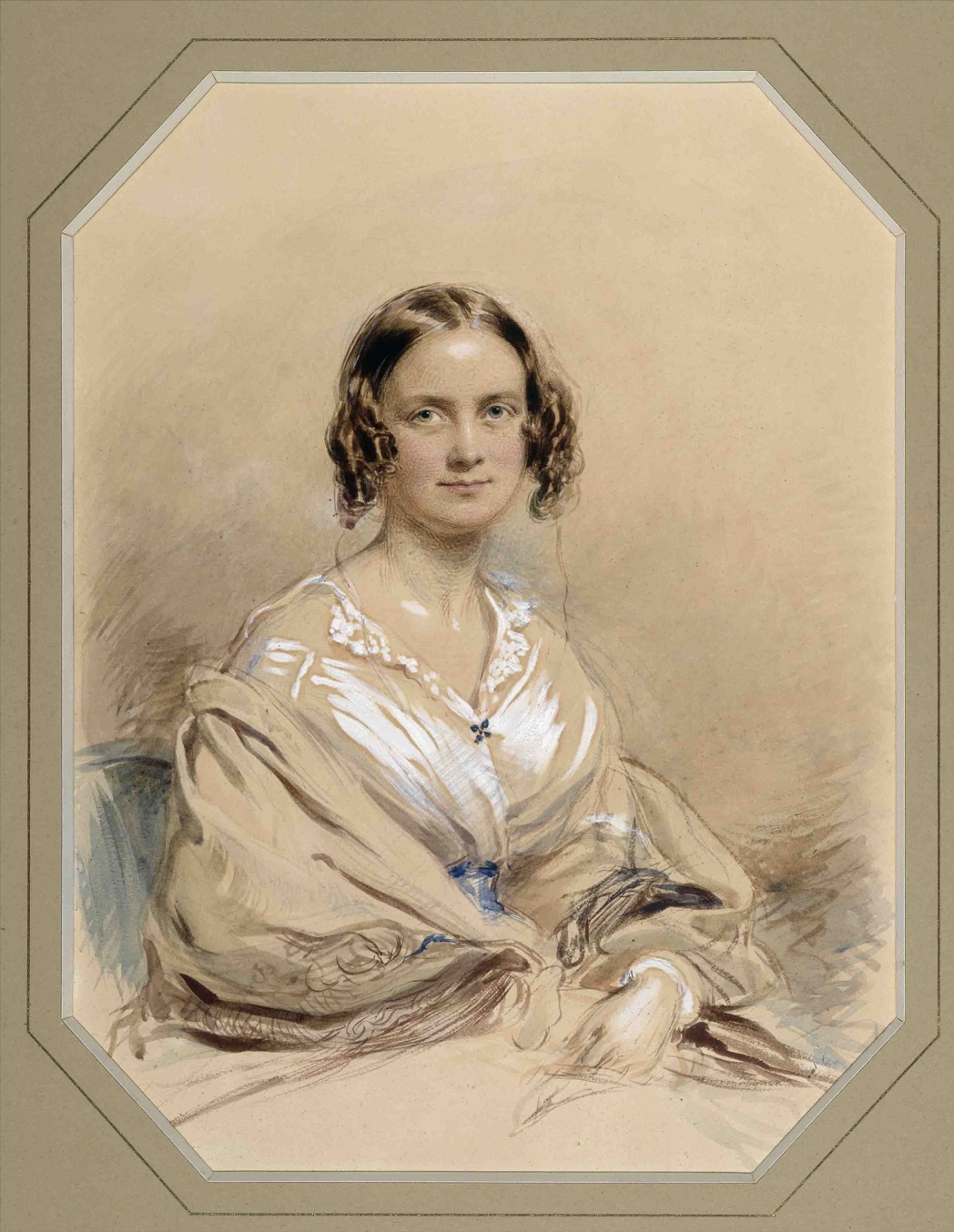
Emma Darwin im Jahr 1840, kurz nach ihrer Hochzeit mit Charles, Aquarell von George Richmond

Darwin war spätestens im Sommer 1837 von der Veränderlichkeit der Arten überzeugt und begann, Informationen zu diesem Thema zu sammeln. In den folgenden 15 Monaten entstand langsam und schrittweise die Theorie, die er erst 1858/1859 veröffentlichen sollte. Im März 1837 begann Darwin mit der Niederschrift seiner Überlegungen in Notizbüchern, den Notebooks on Transmutation. Auf S. 36 des ersten Notizbuches, „B“, entwarf er unter der Überschrift I think eine erste Skizze von der Entstehung der Arten durch Aufspaltung. Eine wichtige Grundlage für seine Überlegungen war der Gradualismus, wie er ihn aus Lyells Principles of Geology kannte. Die Veränderlichkeit der Arten und den Auslesemechanismus (künstliche Selektion) kannte Darwin aus der Tier- und Pflanzenzucht.
Als Kristallisationspunkt für die Ausformulierung seiner Selektionstheorie erwies sich das Wachstumsgesetz, wie es Thomas Robert Malthus in seinem Essay on the Principle of Population formuliert hatte und den Darwin im September 1838 las. Die Theorie von Malthus geht von der Beobachtung aus, dass die Bevölkerungszahl (ohne Kontrolle oder äußere Beschränkung) exponentiell wächst, während die Nahrungsmittelproduktion nur linear wächst. Somit kann das exponentielle Wachstum nur für eine beschränkte Zeit aufrechterhalten werden und irgendwann kommt es zu einem Kampf um die beschränkten Ressourcen. Darwin erkannte, dass sich dieses Gesetz auch auf andere Arten anwenden ließ und ein solcher Konkurrenzkampf dazu führen würde, dass vorteilhafte Variationen erhalten blieben und unvorteilhafte Variationen aus der Population verschwänden. Dieser Mechanismus der Selektion erklärte die Veränderung und auch die Entstehung von neuen Arten. Damit hatte Darwin, wie er schrieb „eine Theorie, mit der ich arbeiten konnte“.
Die Zeit in London war die arbeitsreichste in Darwins Leben. Neben seinen umfangreichen Studien zur Evolution gab er die mehrbändige The Zoology of the Voyage of H.M.S. Beagle (1838–1843) heraus. Sein zunächst als 3. Band von The narrative of the voyages of H.M. Ships Adventure and Beagle (1839) veröffentlichtes Reisebuch war derart erfolgreich, dass es unter dem Titel Journal of Researches noch im selben Jahr separat veröffentlicht wurde. Es ist heute noch neben den Origins sein meistgelesenes Buch. Darwin verfasste die auf seinen Beobachtungen während der Reise beruhenden geologischen Arbeiten über den Aufbau der Korallenriffe (1842) und Vulkane (1844), die wesentlich zu seiner Reputation als Wissenschaftler beitrugen. Wie sehr Darwin in der Gesellschaft verankert war, zeigen seine Aufnahme in die Royal Society und den Athenaeum Club sowie seine Berufung zum Rat der Geological Society of London und zum Rat der Royal Geographical Society.
Am 29. Januar 1839 heirateten Darwin und seine Cousine Emma Wedgwood (1808–1896), die Tochter seines Onkels Josiah Wedgwood II. Das gemeinsame Vermögen, das sowohl von seinem eigenen Vater als auch vom Vater der Braut stammte, ermöglichte Darwin ein Leben als Privatier. Er investierte das Vermögen in Grundbesitz und später vor allem in Eisenbahnaktien. In der Londoner Zeit kamen die Kinder William Erasmus (1839–1914), Anne (1841–1851) und Mary Eleanor (1842–1842) zur Welt. Mary Eleanor verstarb jedoch bereits nach wenigen Wochen. An William studierte Darwin die Ausdrucksformen des Säuglings, die er später veröffentlichen sollte.

### Rückzug nach Down House
Im November 1842 zog sich die Familie Darwin in das Down House in die kleine, südlich von London gelegene Ortschaft Downe zurück. Hier erhoffte sich Darwin mehr Ruhe für seine angeschlagene Gesundheit. Bereits seit seiner Rückkehr von der Beagle-Reise, verstärkt seit 1839, hatten sich immer wieder Krankheitssymptome eingestellt, über deren Ursachen bis heute spekuliert wird. Die Symptome waren Schwächeanfälle, Magenschmerzen, Übelkeit und Erbrechen, erhöhter Puls und Atemprobleme. Darwin lebte daher sehr zurückgezogen, begab sich selten auf Reisen und verließ die Britische Insel zeit seines Lebens nicht mehr. Im September 1843 kam Tochter Henrietta zur Welt, der noch weitere sechs Kinder folgten: George Howard (1845–1912), Elizabeth (1847–1926), Francis (1848–1925), Leonard (1850–1943), Horace (1851–1928) und Charles Waring (1856–1858).

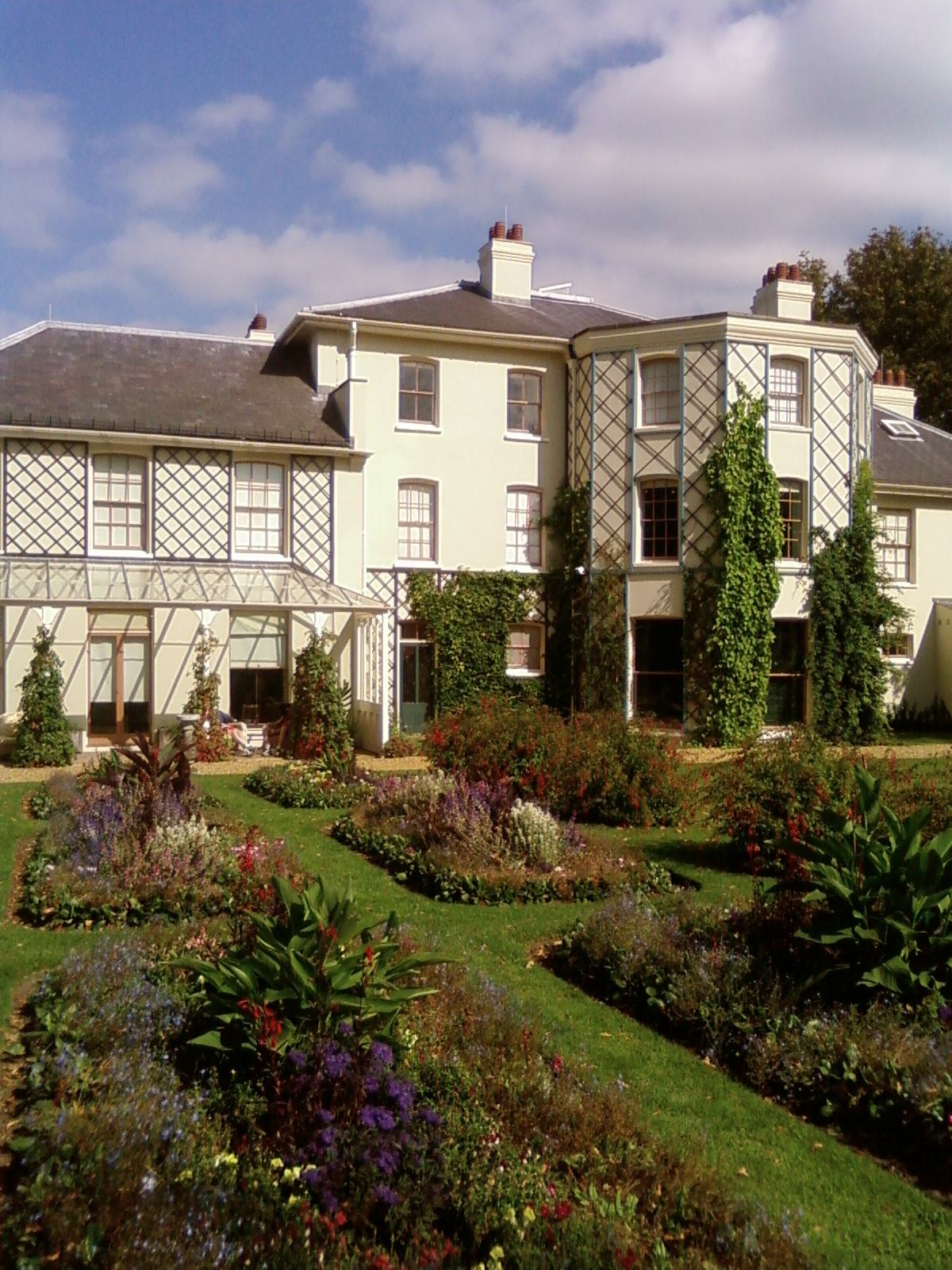
Down House, ab November 1842 der Wohnsitz der Familie Darwin, ist heute ein Museum

1843 begann seine Freundschaft mit dem Botaniker Joseph Dalton Hooker, der neben Lyell und Thomas Henry Huxley zu seinem stärksten Verbündeten werden sollte. In einem Brief am 11. Januar 1844 gab ihm Darwin erste Hinweise auf seine Evolutionstheorie und schrieb ihm, dass er „entgegen seiner ursprünglichen Auffassung nun beinahe überzeugt [sei], dass die Arten (es ist wie einen Mord zu gestehen) nicht unveränderlich“ seien. Hooker antwortete, dass seiner Meinung nach „eine graduelle Veränderung der Arten“ stattfinde und er, Hooker, auf Darwins Ansatz gespannt sei, da er bisher noch keine zufriedenstellende Erklärung gehört habe. Darwin hatte seine Überlegungen bereits 1842 in einer 35-seitigen Skizze dargelegt und arbeitete diese 1844 zu einem rund 230-seitigen Essay aus, den jedoch nur seine Frau Emma zu lesen bekam und den sie im Falle seines Todes veröffentlichen sollte. Beide Texte stimmten in Inhalt und Grundstruktur bereits mit dem 1859 veröffentlichten Buch überein. War die Transmutationslehre bis jetzt vorwiegend auf sozialistische, revolutionäre und teilweise medizinische Kreise beschränkt geblieben, hielt sie ab 1844 Einzug in bürgerliche Kreise: mit dem von Robert Chambers anonym publizierten Werk Vestiges of the Natural History of Creation, das – brillant, aber journalistisch geschrieben – rasch zum Bestseller wurde, in wissenschaftlichen Kreisen jedoch nicht ernst genommen wurde.
Die nächsten Werke, die Darwin veröffentlichte, waren die Geologie der Vulkaninseln (Geological observations on the volcanic islands visited during the voyage of H.M.S. Beagle) 1844 und die Geologischen Beobachtungen in Südamerika (Geological observations on South America) 1846. Damit waren die Sammlungen seiner Weltreise nach zehn Jahren aufgearbeitet, mit Ausnahme eines seltsamen Exemplars der Rankenfußkrebse. Aus der Beschreibung dieser Art entwickelte sich eine acht Jahre dauernde Bearbeitung aller bekannten lebenden und fossilen Arten der gesamten Teilklasse Cirripedia. Diese Arbeit, die er in zwei dicken Bänden über die lebenden und zwei schmalen Bänden über die fossilen Vertreter publizierte, machte ihn zu einem anerkannten Taxonomen und brachte ihm 1853 die Royal Medal ein. Er erhielt Sammlungen aus ganz Europa, den USA und allen britischen Kolonien. Darwin selbst erkannte während der Arbeit die Bedeutung der Variation und des Individuums. In dieser Zeit entwickelte sich Hooker zum einzigen Ansprechpartner zum Thema Evolution und 1847 gab Darwin ihm seinen Essay zu lesen.
1849 begab sich Darwin zu einer 16-wöchigen Wasserkur nach Malvern in die Behandlung des Arztes James Gully, die seine Gesundheit wieder wesentlich besserte. In den folgenden Jahren benötigte Darwin immer wieder Kuren, um sich zu erholen, und er setzte die kalten Waschungen auch zu Hause fort. 1851 erkrankte seine Lieblingstochter Annie schwer und starb am 23. April 1851. Ihr Tod zerstörte die letzten Reste seines Glaubens an eine moralische, gerechte Welt, der seit seiner Rückkehr von der Beagle-Reise bereits stark geschwunden war. Darwin bezeichnete sich in seinem späteren Leben als Agnostiker.
Nach Beendigung der Arbeit an den Rankenfußkrebsen nahm Darwin 1854 die Arbeit an der Evolutionstheorie wieder auf. In diesen Jahren führte er unzählige Experimente durch. Unter anderem versuchte er, eine Lösung für das Problem der Besiedlung von Inseln zu finden. Dafür untersuchte er beispielsweise die Überlebensfähigkeit von Pflanzensamen in Salzwasser und zog Vogelkot und Gewölle von Greifvögeln als Ausbreitungsmedien in Betracht. Für das Thema der Variation wandte er sich den Tierzüchtern zu, sammelte von diesen Informationen und begann selbst, Tauben zu züchten, um künstliche Selektion in der Praxis zu untersuchen.
Lyell, dem Darwin vieles über seine Ansichten mitteilte, drängte Darwin 1856 dazu, seine Erkenntnisse zu publizieren, damit ihm nicht jemand anders zuvorkomme. Grund für dieses Drängen war ein Aufsatz von Alfred Russel Wallace, On the Law which has regulated the introduction of New Species (1855), dessen Tragweite Darwin selbst aufgrund der verklausulierten Sprache Wallace’ verkannte. Darwin begann nun, seine Erkenntnisse in einem Manuskript niederzuschreiben, das den Titel Natural Selection trug. Die Arbeit zog sich aufgrund des umfangreichen Materials hin, im März 1858 waren zehn Kapitel, rund zwei Drittel des geplanten Umfangs, fertig. In der Zwischenzeit hatte er in Asa Gray in Harvard einen weiteren Korrespondenzpartner gefunden und ihm in einem Brief vom 5. September 1857 eine Zusammenfassung seiner Theorie dargelegt. Im Juli 1857 wurde Darwin zum Friedensrichter gewählt und im selben Jahr von der Deutschen Akademie der Naturforscher Leopoldina zum Mitglied ernannt.
1859 hatte Darwin abgeschätzt, dass es etwas mehr als 300 Millionen Jahre gedauert haben müsse, bis ein 500 Fuß hohes Kalkstein-Kliff im Süden Englands durch das Meer abgetragen wurde. Das Gestein selbst musste also wesentlich älter sein. Dies wurde von Lord Kelvin kontrovers als „vage Beobachtungen“ bezeichnet, da Kelvin mittels thermodynamischer Berechnungen aus Abkühlungszeiträumen der Erde – noch vor der Entdeckung der Radioaktivität – auf ein Erdalter von 20 bis 400 Millionen Jahre schloss.

### Über die Entstehung der Arten

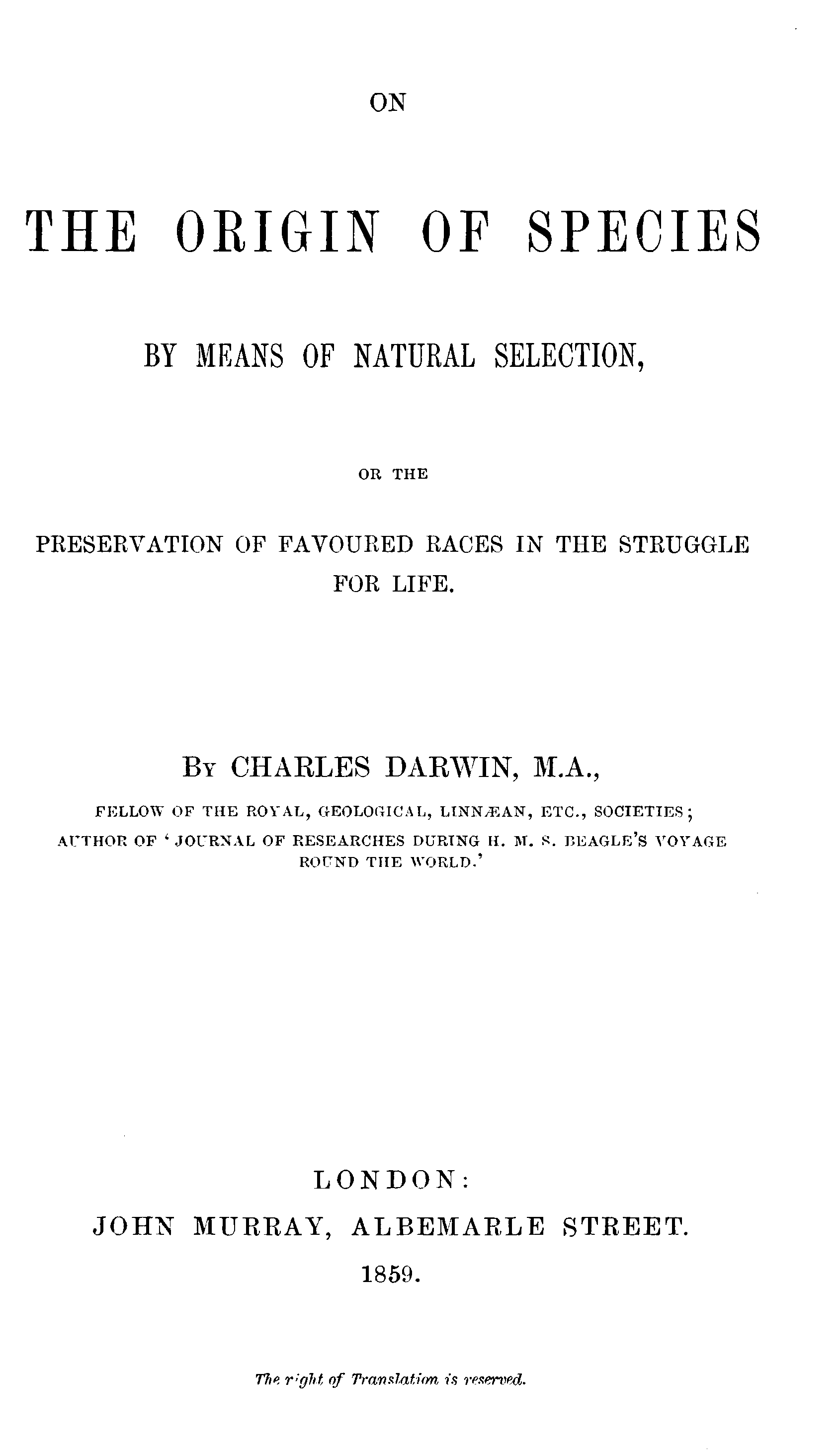
Titelseite der Erstausgabe von On the Origin of Species (1859)

Diese bekannte Darwin-Karikatur erschien am 22. März 1871 im Magazin The Hornet und trug den Titel A venerable Orang-Outang. A contribution to unnatural history (Ein altehrwürdiger Orang-Utang. Ein Beitrag zur unnatürlichen Geschichte).

Wie berechtigt Lyells Drängen auf Publikation war, zeigte sich, als Darwin im Juni 1858 Post von Wallace von der Molukken-Insel Ternate bekam mit einem Manuskript namens On the Tendency of Varieties to depart indefinitely from the Original Type, das im Wesentlichen die gleichen Erklärungsmuster wie Darwins eigene Arbeit enthielt. Es verwendete den Begriff struggle for existence und stützte sich auf die Arbeiten von Lyell, Malthus, Lamarck und die Vestiges von Robert Chambers. Wallace bat Darwin um Weiterleitung des Manuskripts an Lyell, ohne jedoch eine mögliche Veröffentlichung zu erwähnen. Obwohl Darwin um seine Priorität bei der Veröffentlichung fürchtete, leitete er das Manuskript weiter. Da sein jüngster Sohn Charles Waring am 23. Juni an Scharlach erkrankte und wenige Tage später starb, überließ Darwin die Angelegenheit seinen Freunden Lyell und Hooker. Diese fanden die Lösung in einem gentlemanly agreement, das eine gemeinsame Vorstellung der Arbeiten Wallaces und Darwins beinhaltete, die am 1. Juli 1858 in einer Sitzung der Linnean Society stattfand. Weder die Verlesung noch der folgende Druck des Vortrages führte zu wesentlichen Reaktionen.
Anstatt sein Buch Natural Selection zu beenden, was zu lange gedauert hätte, entschloss sich Darwin, eine Zusammenfassung des Buches zu publizieren. Aus dem geplanten Aufsatz wurde letztendlich wiederum ein Buch von rund 155.000 Wörtern. Hooker las und korrigierte das Manuskript. Der Verleger John Murray akzeptierte auf Vermittlung Lyells das Manuskript ungesehen und übernahm sogar die Kosten von 72 Pfund, die allein Darwins Änderungen in den Korrekturfahnen verursachten. Die Erstauflage wurde von den ursprünglich geplanten 500 auf 1250 erhöht. Am 22. November 1859 ging die vollständig vorbestellte Auflage von On the Origin of Species by Means of Natural Selection, or The Preservation of Favoured Races in the Struggle for Life (Die Entstehung der Arten) an den Handel und kam am 24. November in den Verkauf. Im Buch legte Darwin im Wesentlichen fünf voneinander unabhängige Theorien dar:
1. die Evolution als solche, die Veränderlichkeit der Arten;
2. die gemeinsame Abstammung aller Lebewesen;
3. den Gradualismus, die Änderung durch kleinste Schritte;
4. Vermehrung der Arten beziehungsweise Artbildung in Populationen
5. und die natürliche Selektion als wichtigsten, wenn auch nicht einzigen Mechanismus der Evolution.

Die Tatsache der Evolution wurde in den nächsten Jahren in Wissenschaftskreisen praktisch universell akzeptiert, sehr viel weniger allerdings die natürliche Selektion, mit der sich selbst Darwins Freunde Lyell und Asa Gray nicht anfreunden konnten. John Herschel kritisierte sie scharf als „law of the higgledy-piggledy“ („Regel von Kraut und Rüben“). Karl Ernst von Baer stellte sie sogar in die Nähe eines Wissenschaftsmärchens. Darwins väterlicher Freund Henslow lehnte die Evolution ab, blieb Darwin aber freundschaftlich verbunden. Sedgwick und Richard Owen veröffentlichten hingegen ablehnende Rezensionen. Darwins Freunde unterstützten das Buch mit mehreren Rezensionen, so Huxley in der Times.
Im Juni 1860 kam es an der Universität Oxford während einer Sitzung der British Association for the Advancement of Science zwischen dem Unterstützer der Evolutionsgedanken Thomas Huxley und einem ihrer erklärten Gegner, dem Bischof von Oxford Samuel Wilberforce, in Abwesenheit von Darwin zu einem erbitterten Streitgespräch. In dessen Verlauf argumentierten Wilberforce und Darwins ehemaliger Kapitän Robert FitzRoy gegen, Huxley sowie Joseph Dalton Hooker für die Theorie. Beide Seiten beanspruchten den Sieg in der Debatte für sich.

### Die weiteren Bücher nachÜber die Entstehung der Arten

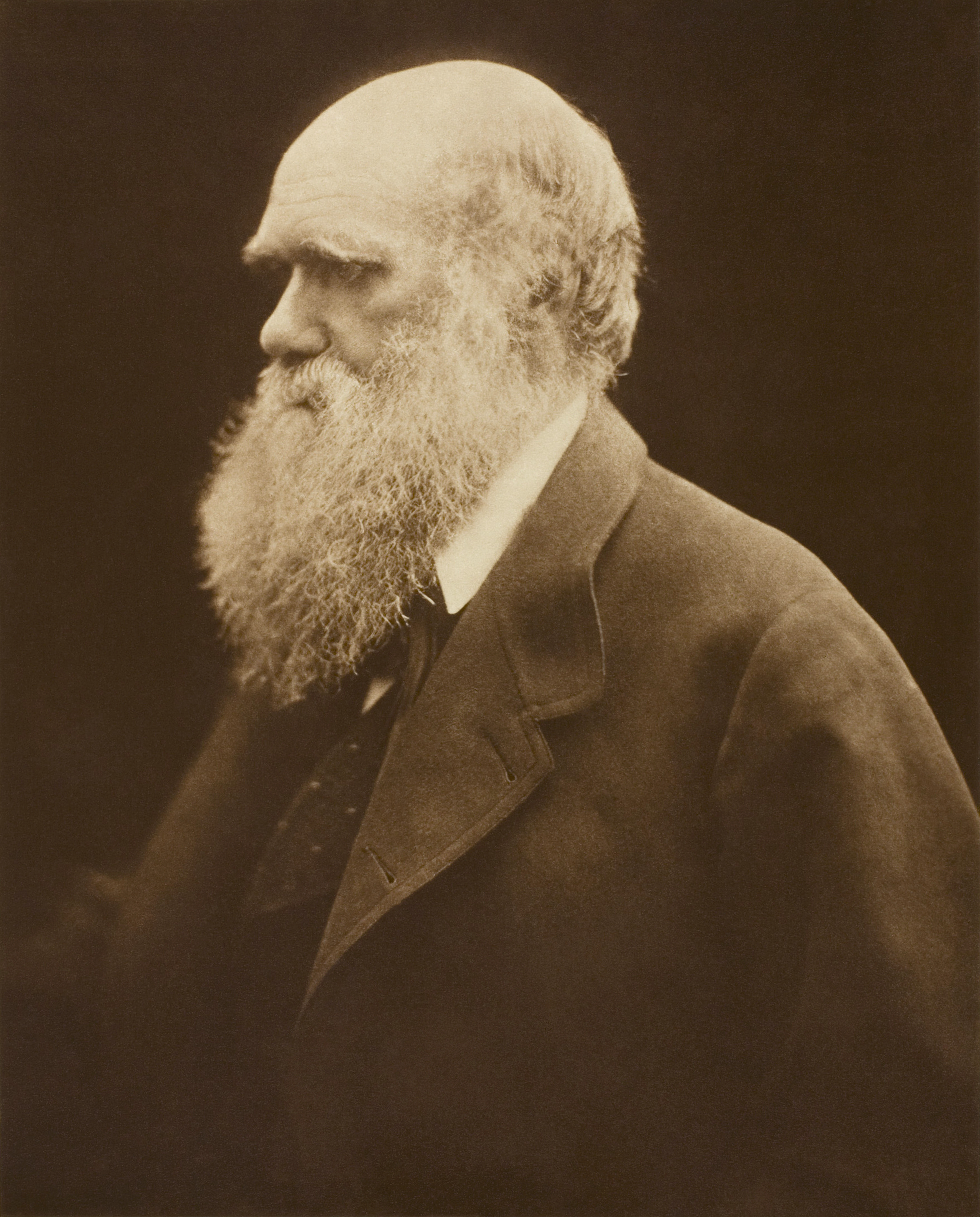
Albuminpapierabzug einer 1868 von Julia Margaret Cameron angefertigten Fotografie

In den nächsten Jahren veröffentlichte Darwin noch drei bedeutsame Bücher, in denen er Aspekte der Evolutionstheorie wesentlich detaillierter ausarbeitete als im Buch Über die Entstehung der Arten.
In The Variation of Animals and Plants under Domestication („Das Variieren der Thiere und Pflanzen im Zustande der Domestication“), das Ende Januar 1868 erschien, legte er all das von ihm in den letzten Jahrzehnten gesammelte Material vor, das die Variation, die Veränderlichkeit, von Tieren und Pflanzen unter dem Einfluss des Menschen zeigt. In diesem Buch präsentierte er auch seine Spekulationen über einen Vererbungsmechanismus, nämlich die Pangenesistheorie. Sie stieß selbst bei seinen Freunden auf Ablehnung und stellte sich als falsch heraus.
Die Abstammung des Menschen zu erörtern, hatte Darwin bis zu diesem Zeitpunkt immer vermieden. Erst in dem 1871 erschienenen Buch The Descent of Man, and Selection in Relation to Sex (Die Abstammung des Menschen und die geschlechtliche Zuchtwahl) legte Darwin dar, was zu diesem Zeitpunkt bereits weithin diskutiert wurde und was bereits Huxley (Evidence as to Man’s Place in Nature, 1863) und Ernst Haeckel öffentlich vertreten hatten: die Verwandtschaft des Menschen mit dem Affen, mit dem er gemeinsame Vorfahren teilt. Die von Darwin als Erstem ausgesprochene Vermutung, der Mensch habe sich in Afrika entwickelt, erwies sich viel später als richtig. Darwin führte auch die geistigen Eigenschaften des Menschen auf evolutionäre Vorgänge zurück. Weiterhin betonte er die Einheit des Menschen als eine einzige Art und sprach sich dagegen aus, die Rassen (oder Subspezies) des Menschen als unterschiedliche Arten aufzufassen (im 7. Kapitel: „Über die Rassen des Menschen“). Die Entstehung dieser Menschenrassen erklärte er durch sexuelle Selektion. Im zweiten Teil des Buches konzentrierte er sich auf die sexuelle Selektion, die Auswahl von Partnern durch das andere Geschlecht. Mit dieser Theorie konnte Darwin Phänomene wie das Hirschgeweih erklären, die es aufgrund der natürlichen Selektion nicht geben dürfte. Das Buch war ebenfalls eine Antwort auf das Buch The Reign of Law des liberalen Duke of Argyll, in dem dieser, von Owen beeinflusst, Darwins natürliche Selektion angegriffen und den Ursprung der Naturgesetze auf Gott zurückgeführt hatte.
1872 folgte On the Expression of the Emotions in Man and Animals (Der Ausdruck der Gemütsbewegungen bei dem Menschen und den Tieren), in dem Darwin darlegte, dass auch die Gefühle und deren Ausdrucksweise bei Mensch und Tieren gleich und wie äußere Merkmale durch Evolution entstanden sind. Das Buch war zugleich eine Argumentation gegen Charles Bell und dessen Buch Anatomy and Physiology of Expression, in dem dieser die Meinung vertrat, dass die Gesichtsmuskeln des Menschen zu dem Zweck geschaffen wurden, seine Gefühle auszudrücken. Im selben Jahr kam noch die sechste und zugleich letzte Auflage von Entstehung der Arten heraus. In jeder Auflage hatte Darwin zahlreiche Änderungen durchgeführt, Fehler korrigiert und war auf Kritik eingegangen.
1874 wurde Darwin in die American Academy of Arts and Sciences gewählt.

### Das letzte Jahrzehnt: Botanik
In seinem letzten Lebensjahrzehnt konzentrierte sich Darwins Publikationstätigkeit auf botanische Themen. Darwin führte zu diesem Zweck zahlreiche Versuche durch, bei denen ihn besonders sein Sohn Francis unterstützte.
The Movements and Habits of Climbing Plants (Über die Bewegungen der Schlingpflanzen) von 1867 (erweiterte 2. Auflage 1875) und das mit 592 Seiten sehr umfangreiche Buch The Power of Movement in Plants (Das Bewegungsvermögen der Pflanzen) von 1880 sind grundlegende Werke der Pflanzenphysiologie. Bei der Beobachtung der Reizbarkeit von Hafer-Koleoptilen postulierte er einen Botenstoff (Hormon), der Jahrzehnte später als Auxin identifiziert werden sollte. Er untersuchte die Reaktion der Wurzelspitzen auf Reize und setzte dabei die Wurzelspitze der Pflanzen in Analogie zu den Gehirnen von Niederen Tieren, ein Gedanke, der im 21. Jahrhundert als Pflanzenintelligenz im Umkreis der kontrovers diskutierten Pflanzenneurobiologie wieder zu Ehren kam. Darwin entdeckte die Circumnutation, die endogen gesteuerte Kreisbewegung vieler Pflanzen. In seinem Buch Insectivorous Plants (Insectenfressende Pflanzen) von 1875 konnte er nachweisen, dass manche Pflanzen tatsächlich fleischfressend sind.

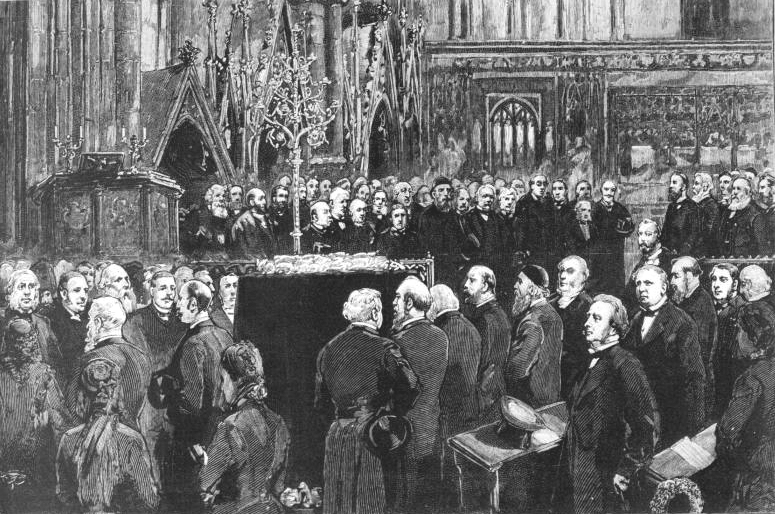
Diese zeitgenössische Darstellung von Darwins Begräbnis in der Westminster Abbey wurde am 6. Mai 1882 in der Zeitschrift The Graphic veröffentlicht.

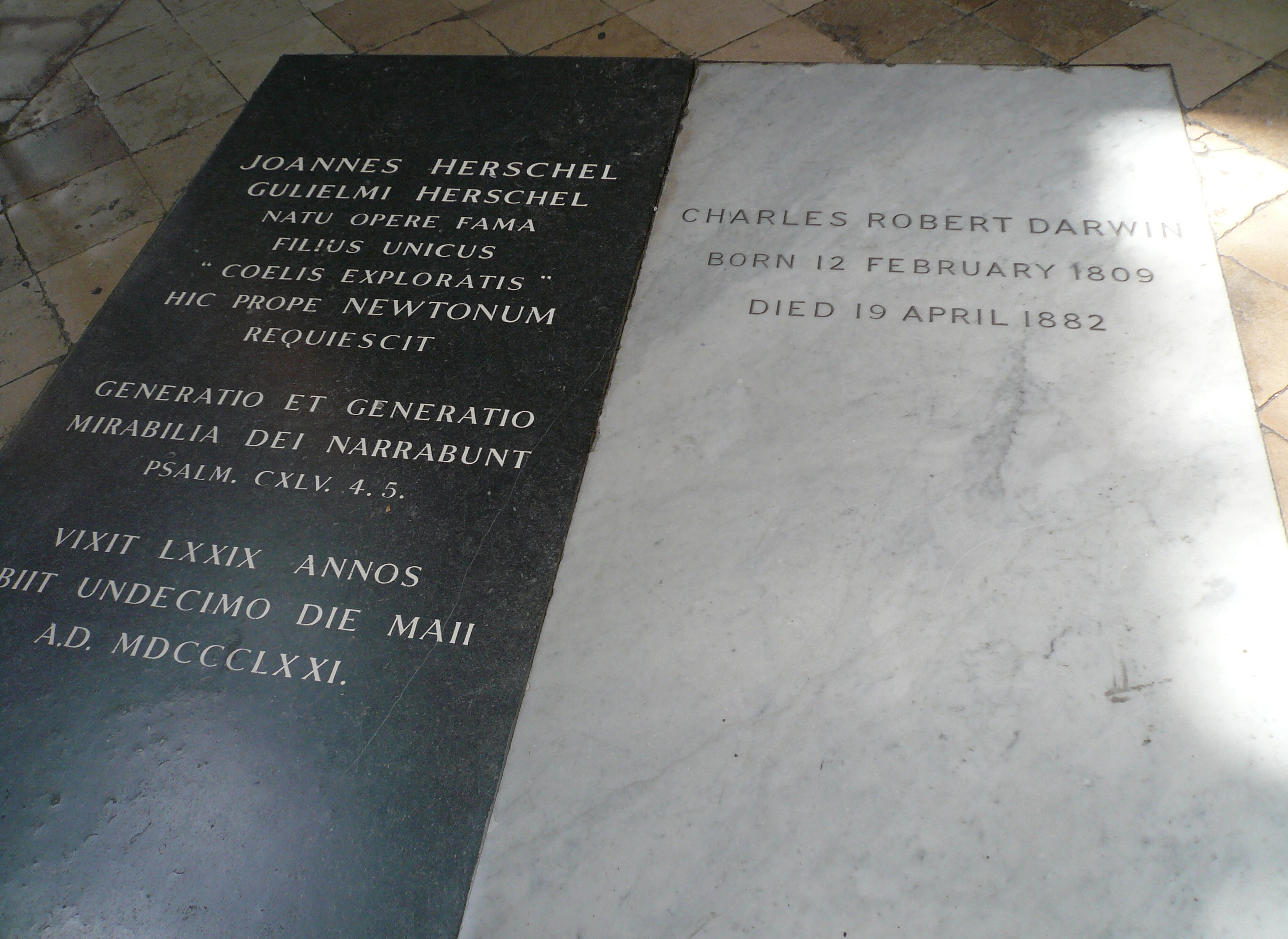
Gräber von Sir John Herschel und Charles Darwin in der Westminster Abbey

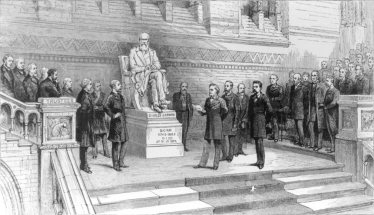
Übergabe der Darwin-Statue von Joseph Boehm am 9. Juni 1885 durch Thomas Henry Huxley an den Prinzen von Wales

In drei Arbeiten beschäftigte er sich mit Blütenbiologie: In On the various contrivances by which British and foreign orchids are fertilised by insects, and on the good effects of intercrossing (Über die Einrichtungen zur Befruchtung Britischer und ausländischer Orchideen durch Insekten und über die günstigen Erfolge der Wechselbefruchtung) (1862) zeigte er, dass der Blütenbau der Orchideen dazu dient, eine möglichst hohe Rate an Fremdbestäubung zu erreichen. Er beschrieb die Täuschblumen wie etwa der Fliegen-Ragwurz, die Grabwespenweibchen nachahmt und damit die Männchen anlockt. Für die madagassische Orchidee Angraecum sesquipedale mit einem 25 cm langen Nektarsporn sagte er einen bestäubenden Schmetterling mit einem ebenso langen Rüssel vorher, der erst Jahre später entdeckt werden sollte. Seine Veröffentlichung The effects of cross and self fertilisation in the vegetable kingdom (Die Wirkungen der Kreuz- und Selbst-Befruchtung im Pflanzenreich) (1876) war das Ergebnis umfangreicher Bestäubungsexperimente seit 1866, die er teilweise über zehn Pflanzengenerationen hinweg durchführte. Fremdbestäubung führte in den meisten Fällen zu stärkeren Nachkommen als Selbstbestäubung. In The different forms of flowers on plants of the same species (Die verschiedenen Blüthenformen an Pflanzen der nämlichen Art) (1877) zeigte er, dass die unterschiedlichen Blütenformen mancher Pflanzen ebenfalls dazu dienen, Fremdbestäubung sicherzustellen, etwa bei Heterostylie. Das Buch war eines der wenigen, die Darwin einer Person widmete: Asa Gray.
Das letzte Buch Darwins behandelte ein Thema, das ihn über 40 Jahre beschäftigt hatte: die Tätigkeit der Regenwürmer. The formation of vegetable mould, through the action of worms, with observations on their habits (Die Bildung der Ackererde durch die Tätigkeit der Würmer) kam 1881 heraus, wenige Monate vor Darwins Tod. Er postulierte hier eine zentrale Rolle der Regenwürmer in der Boden- und Humusbildung. In einem 30 Jahre dauernden Freilandexperiment zeigte er, dass durch die Arbeit der Regenwürmer Kalkstückchen von der Oberfläche bis 18 cm tief in den Boden eingearbeitet werden. Er widerlegte auch die damals weit verbreitete Meinung, Regenwürmer seien schädlich für den Pflanzenbau. Mit diesem Werk war Darwin einer der Wegbereiter der Bodenbiologie.
Auf Darwins Initiative hin wurde der Index Kewensis geschaffen, dessen weitere Finanzierung er testamentarisch regelte.
Darwin starb am 19. April 1882 im Alter von 73 Jahren in seinem Haus in Downe. Er wurde am 26. April in der Westminster Abbey beigesetzt, zu Füßen des Monuments für Sir Isaac Newton und neben Sir John Herschel. Einer seiner Sargträger war Alfred Russel Wallace. Die Errichtung einer Statue im neuen Natural History Museum musste bis 1885 warten, bis zur Pensionierung Richard Owens.

## Rezeption und Nachwirkung

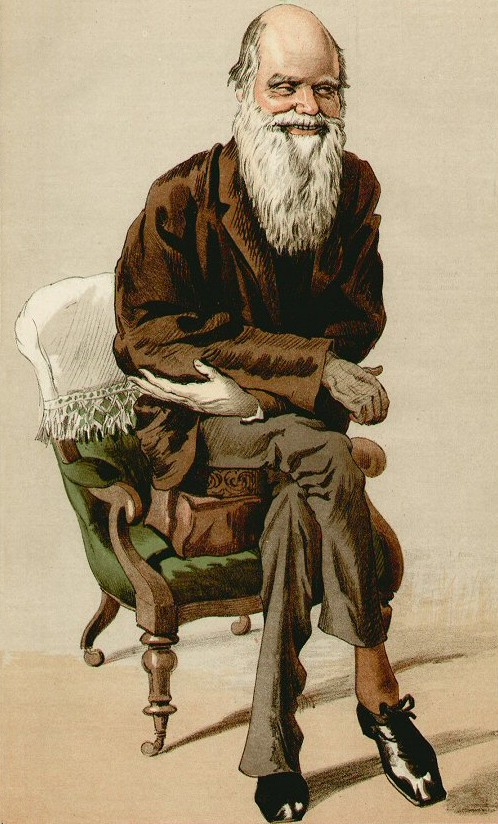
„Natural Selection“: Karikatur von Carlo Pellegrini in der Zeitschrift Vanity Fair vom 30. September 1871

Darwin gilt durch seine wesentlichen Beiträge zur Evolutionstheorie als einer der bedeutendsten Naturwissenschaftler überhaupt und ist durch diese Leistung auch im Bewusstsein der Öffentlichkeit immer noch stark präsent. So wurde Darwin 1992 in einer Liste der einflussreichsten Personen in der Geschichte auf dem 16. Platz gereiht, und in Großbritannien wurde er auf den vierten Platz der 100 Greatest Britons gewählt.
Heute stellt die von Darwin mitbegründete und seitdem ständig weiterentwickelte Evolutionstheorie für die Biologie das grundlegende Paradigma dar: Durch sie werden alle biologischen Teildisziplinen, wie Zoologie, Botanik, Verhaltensforschung, Embryologie und Genetik, „unter einem einheitlichen Dach“ versammelt. Theodosius Dobzhansky formulierte dies 1973 prägnant in dem vielzitierten Satz: „Nichts in der Biologie hat einen Sinn, außer im Licht der Evolution.“
Darwins Werke, allen voran Entstehung der Arten und Abstammung des Menschen, lösten schon kurz nach ihrem Erscheinen eine Flut von Rezensionen und Reaktionen aus. Darwins Theorien berührten nicht nur biologische Fragestellungen, sie hatten auch „weitreichende Implikationen für Theologie, Philosophie und andere Geisteswissenschaften sowie für den Bereich des Politischen und Sozialen“. Darwins Theorien wurden nicht nur in Wissenschaftskreisen, sondern auch vom Klerus und der breiten Öffentlichkeit diskutiert. Themen waren beispielsweise das Teleologieproblem, die Rolle eines Schöpfers, das Leib-Seele-Problem oder die Stellung des Menschen in der Natur. Dass der Mensch keine eigenständige Schöpfung ist, sondern ein Evolutionsprodukt wie Millionen anderer Arten, stand im Widerspruch zur kirchlichen Lehre sowie vielen philosophischen Schulen. Sigmund Freud bezeichnete die Evolutionstheorie als eine der drei Kränkungen der Eigenliebe der Menschheit.
Wichtige Teile seiner Theorie hatten sich rasch durchgesetzt: die Tatsache der Evolution an sich und die gemeinsame Abstammung. Der Mechanismus der Selektion blieb jedoch lange umstritten und nur einer von mehreren diskutierten Mechanismen. Beim ersten großen Jubiläum anlässlich Darwins 100. Geburtstag 1909 gab es fast niemanden, der die Selektionstheorie unterstützte. Diese Zeit wurde später von Julian Huxley als „Finsternis des Darwinismus“ (eclipse of Darwinism) bezeichnet. Erst die synthetische Evolutionstheorie, auch als zweite darwinsche Revolution bezeichnet, verhalf auch der Selektionstheorie zum Durchbruch. Im 20. Jahrhundert entstanden unter dem Einfluss Darwins neue Disziplinen wie die Verhaltensforschung und die Soziobiologie, deren Anwendung auf den Menschen in der Philosophie als „evolutionäre Ethik“ diskutiert wird. Die Evolutionäre Erkenntnistheorie geht letzten Endes auf Darwin zurück und wichtige Elemente der Evolutionsökonomik wurden von seinem Werk beeinflusst.
Der Evolutionsbegriff erfuhr nach Darwin eine Ausweitung und teilweise mehr oder weniger starke Umdeutung in vielen anderen Wissensbereichen außerhalb der Biologie, vor allem in neuerer Zeit seit etwa 1970 durch die Verwendung technizistischer und physikalischer Begriffe.
Eine weitaus ältere missbräuchliche Umdeutung und Übertragung ins Politische erfuhren Darwins Theorien in der Ideologie des Sozialdarwinismus. Diese unter anderem auf einem naturalistischen Fehlschluss beruhende Übertragung lässt sich weder zwangsläufig aus Darwins Werk ableiten, noch entspricht sie im Entferntesten Darwins Welt- und Menschenbild.
„Kein anderer Wissenschaftler des 19. Jahrhunderts hat unser modernes Weltbild – sowohl in der Biologie als auch über sie hinaus – stärker beeinflußt als dieser englische Forscher.“

## Ehrungen
Nach Darwin wurden u. a. die Darwinfinken, die eozäne Primatengattung Darwinius, der Darwin-Nasenfrosch (Rhinoderma darwinii) und die südamerikanische Berberitze Berberis darwinii benannt. Außerdem tragen folgende Orte seinen Namen: Charles-Darwin-Nationalpark (Australien), Charles Darwin University (Australien), Darwin College in Cambridge (England), Darwin (Falklandinseln), Darwin (Australien), Darwin-Gletscher und Mount Darwin (Kalifornien), Isla Darwin, Darwin Island (Antarktis), Darwin Sound (Kanada), Darwin Sound (Feuerland), Monte Darwin (Feuerland), Mount Darwin (Tasmanien), Cordillera Darwin (Chile) sowie Kap Darwin (Ostantarktis).
Der Asteroid (1991) Darwin, der Mondkrater Darwin und ein Marskrater sind ebenfalls nach ihm benannt.
Der Zoo Rostock eröffnete 2012 das Darwineum, eine Mischung aus Zoo und Museum, in welchem die Evolution erläutert wird.

## Werke

### Englische Erstausgaben
- The Zoology of the Voyage of H.M.S. Beagle. Smith, Elder & Co., London 1838–1843 (als Herausgeber); digitalisierte Fassung
- Journal and remarks. 1832–1836. Bd. 3 von P. Parker King, Robert FitzRoy, Charles Darwin: The narrative of the voyages of H.M. Ships Adventure and Beagle. Henry Colburn, London 1838–1839; digitalisierte Fassung; als eigenständige Veröffentlichung: Journal of researches into the geology and natural history of the various countries visited by H.M.S. Beagle Henry Colburn, London 1839.
- Geology of the Voyage of the Beagle. 3 Bände, Smith, Elder & Co, London 1842–1846:
  - The structure and distribution of coral reefs. Being the first part of the geology of the voyage of the Beagle, under the command of Capt. FitzRoy, R.N. during the years 1832 to 1836. Smith, Elder & Co., London 1842; digitalisierte Fassung
  - Geological observations on the volcanic islands visited during the voyage of H.M.S. Beagle, together with some brief notices of the geology of Australia and the Cape of Good Hope. Being the second part of the geology of the voyage of the Beagle, under the command of Capt. FitzRoy, R.N. during the years 1832 to 1836. Smith, Elder & Co., London 1844; digitalisierte Fassung
  - Geological observations on South America. Being the third part of the geology of the voyage of the Beagle, under the command of Capt. FitzRoy, R.N. during the years 1832 to 1836. Smith, Elder & Co., London 1846; digitalisierte Fassung
- Living Cirripedia. 2 Bände, The Ray Society, London 1852–1854
  - Living Cirripedia, A monograph on the sub-class Cirripedia, with figures of all the species. The Lepadidae; or, pedunculated cirripedes. London: The Ray Society 1852; digitalisierte Fassung
  - Living Cirripedia, The Balanidae, (or sessile cirripedes); the Verrucidae. The Ray Society, London 1854; digitalisierte Fassung
- Fossil Cirripedia of Great Britain. 2 Bände, Palaeontographical Society, London 1851–1855
  - Fossil Cirripedia of Great Britain: A monograph on the fossil Lepadidae, or pedunculated cirripedes of Great Britain. London: Palaeontographical Society 1851; digitalisierte Fassung
  - A monograph on the fossil Balanidae and Verrucidae of Great Britain. Palaeontographical Society, London 1855; digitalisierte Fassung
- On the origin of species by means of natural selection, or the preservation of favoured races in the struggle for life. John Murray, London 1859; digitalisierte Fassung
- On the various contrivances by which British and foreign orchids are fertilised by insects, and on the good effects of intercrossing. John Murray, London 1862; digitalisierte Fassung
- On the movements and habits of climbing plants. In: Journal of the Linnean Society of London (Botany). Bd. 9, S. 1–118; digitalisierte Fassung
- The variation of animals and plants under domestication. John Murray, London 1868; digitalisierte Fassungen
- The descent of man, and selection in relation to sex. John Murray, London 1871; digitalisierte Fassungen
- The expression of the emotions in man and animals. John Murray, London 1872; digitalisierte Fassung
- Insectivorous Plants. John Murray, London 1875; digitalisierte Fassung
- The effects of cross and self fertilisation in the vegetable kingdom. John Murray, London 1876; digitalisierte Fassung
- The different forms of flowers on plants of the same species. John Murray, London 1877; digitalisierte Fassung
- The power of movement in plants. John Murray, London 1880; digitalisierte Fassung
- The formation of vegetable mould, through the action of worms, with observations on their habits. John Murray, London 1881 digitalisierte Fassung

### Deutsche Erstausgaben
- Charles Darwin’s Naturwissenschaftliche Reisen nach den Inseln des grünen Vorgebirges, Südamerika, dem Feuerlande, den Falkland-Inseln, Chiloé-Inseln, Galápagos-Inseln, Otaheiti, Neuholland, Neuseeland, Van Diemen’s Land, Keeling-Inseln, Mauritius, St. Helena, den Azoren ec. Deutsch und mit Anmerkungen von Ernst Dieffenbach. Fr. Vieweg und Sohn, Braunschweig 1844, Digitalisat.
- Über die Entstehung der Arten im Thier- und Pflanzen-Reich durch natürliche Züchtung, oder Erhaltung der vervollkommneten Rassen im Kampfe um’s Daseyn. Nach der zweiten [englischen] Auflage mit einer geschichtlichen Vorrede und anderen Zusätzen des Verfassers für diese deutsche Ausgabe aus dem Englischen übersetzt und mit Anmerkungen versehen von Dr. H. G. Bronn. E. Schweizerbart’sche Verlagshandlung und Druckerei, Stuttgart 1860; digitalisierte Fassung
- Über die Einrichtungen zur Befruchtung Britischer und ausländischer Orchideen durch Insekten und über die günstigen Erfolge der Wechselbefruchtung. Mit Nachträgen und Verbesserungen des Verfassers aus dem Englischen übersetzt von H. G. Bronn. E. Schweizerbart’sche Verlagshandlung und Druckerei, Stuttgart 1862.
- Über die Bewegungen der Schlingpflanzen. Auszugsweise nach einer Abhandlung enthalten in dem „Journal of the Linnean Society, IX, S. 1–118. Referat von A.W. Eichler.“ In: Flora oder allgemeine botanische Zeitung. Neue Reihe, Bd. 24, S. 241–252, S. 273–282, S. 321–325, S. 337–345, S. 375–378, S. 385–398.
- Das Variieren der Thiere und Pflanzen im Zustande der Domestication. 2 Bände. Aus dem Englischen übersetzt von J. Victor Carus. Mit den Berichtigungen und Zusätzen des Verfassers zur 2. englischen Ausgabe und mit einem Register. E. Schweizerbart’sche Verlagshandlung (E. Koch), Stuttgart 1868
- Die Abstammung des Menschen und die geschlechtliche Zuchtwahl. 2 Bände. Aus dem Englischen übersetzt von J. Victor Carus. E. Schweizerbart’sche Verlagshandlung (E. Koch), Stuttgart 1871; Digitalisat der 3. Auflage von 1875 = Übersetzung von Darwins Neubearbeitung von 1874
- Der Ausdruck der Gemüthsbewegungen bei dem Menschen und den Thieren. Aus dem Englischen übersetzt von J. Victor Carus. E. Schweizerbart’sche Verlagshandlung (E. Koch), Stuttgart 1872
- Ch. Darwin’s gesammelte Werke. Aus dem Englischen übersetzt von J. Victor Carus. Autorisierte deutsche Ausgabe. 16 Bände. E. Schweizerbart’sche Verlagshandlung (E. Koch), Stuttgart 1874–1888
- Reise eines Naturforschers um die Welt. Aus den Englischen übersetzt von J. Victor Carus. E. Schweizerbart’sche Verlagshandlung (E. Koch), Stuttgart 1875.
- Insectenfressende Pflanzen. Übersetzt von J. Victor Carus. E. Schweizerbart’sche Verlagshandlung und Druckerei (E. Koch), Stuttgart 1876; Digitalisat und Volltext im Deutschen Textarchiv, digitalisierte Fassung
- Die verschiedenen Blüthenformen an Pflanzen der nämlichen Art. Übersetzt von J. Victor Carus. E. Schweizerbart’sche Verlagshandlung und Druckerei (E. Koch), Stuttgart 1877; digitalisierte Fassung
- Die Wirkungen der Kreuz- und Selbst-Befruchtung im Pflanzenreich. Übersetzt von J. Victor Carus. E. Schweizerbart’sche Verlagshandlung und Druckerei (E. Koch), Stuttgart 1877; digitalisierte Fassung
- Das Bewegungsvermögen der Pflanzen. Übersetzt von J. Victor Carus. E. Schweizerbart’sche Verlagshandlung und Druckerei (E. Koch), Stuttgart 1881; digitalisierte Fassung
- Die Bildung der Ackererde durch die Thätigkeit der Würmer. Aus dem Englischen von J. Victor Carus. E. Schweizerbart’sche Verlagshandlung und Druckerei (E. Koch), Stuttgart 1882; digitalisierte Fassung.
- Über den Instinkt. In: G. John Romanes: Die geistige Entwicklung im Tierreich. Nebst einer nachgelassenen Arbeit: ‚Über den Instinkt‘ von Charles Darwin. Ernst Günthers Verlag, Leipzig 1885 (Volltext bei archive.org).

### Moderne Ausgaben (Auswahl)
- Der Ursprung der Arten durch natürliche Selektion oder Die Erhaltung begünstigter Rassen im Existenzkampf. Klett-Cotta, Stuttgart 2018, übersetzt von Eike Schönfeld, ISBN 978-3-608-96115-7.
- P. H. Barrett, R. B. Freeman (Hrsg.): The Works of Charles Darwin. 29 Bände, The Pickering Masters, London 1986–1989.
- P. H. Barrett: The Collected Papers of Charles Darwin. 2 Bände, Chicago, London 1977.
- P. H. Barrett, P. J. Gautrey, S. Herbert, D. Kohn, S. Smith (Hrsg.): Charles Darwin’s Notebooks, 1836–1844. New York 1987, ISBN 0-521-35055-7.
- F. Burkhardt, S. Smith u. a. (Hrsg.): The Correspondence of Charles Darwin. Bd. 1 ff., Cambridge 1985 ff.
- Gesammelte Werke. Nach der Übers. aus dem Englischen von: J. Victor Carus, Zweitausendeins, Frankfurt am Main 2006, ISBN 3-86150-773-0.
- P. Wrede, S. Wrede (Hrsg.): Charles Darwin: Die Entstehung der Arten. Kommentierte und illustrierte Ausgabe, Wiley-VCH, Weinheim 2012, ISBN 978-3-527-33256-4.

## Nachweise

## Weiterführende Literatur
- Peter J. Bowler: Darwin Deleted. Imagining a World Without Darwin. University of Chicago Press, Chicago 2013, ISBN 978-0-226-06867-1.
- Janet Browne: Charles Darwin. The Power of Place. 2 Bände, Knopf, New York 2002.
- Eve-Marie Engels (Hrsg.): Charles Darwin und seine Wirkung. Suhrkamp, Frankfurt am Main 2009, ISBN 978-3-518-29503-8.
- Johannes Hemleben: Charles Darwin: Mit Selbstzeugnissen und Bilddokumenten. 14. Auflage. Rowohlt Taschenbuch Verlag, Reinbek 2004, ISBN 3-499-50137-6.
- S. Herbert: Charles Darwin, Geologist. Cornell University Press, Ithaca 2005, ISBN 0-8014-4348-2.
- Rebecca Stott: Darwin and the Barnacle. Faber and Faber, London 2003, ISBN 0-571-20966-1.